# Salzgitter-Bad
Salzgitter-Bad (bis 1951 Salzgitter) ist der zweitgrößte von insgesamt 31 Stadtteilen der kreisfreien Stadt Salzgitter in Niedersachsen, gelegen in der Ortschaft Süd, und ist seit dem 23. Januar 1951 der namensgebende Stadtteil der Stadt Salzgitter, die ursprünglich unter dem Namen Watenstedt-Salzgitter am 1. April 1942 gegründet wurde.
Der heutige Stadtteil „Salzgitter-Bad“ war bis 1942 eine Kleinstadt im damaligen Landkreis Goslar. Der Stadtteil weist eine Fläche von rund 19,23 km² auf.

## Geschichte
Der Ursprung des Ortes war eine alte Salzquelle, die schon vor der Jahrtausendwende bekannt war und von der die Region den Namen „Salzgau“ erhalten hatte. Diese Salzquelle lag in einem sumpfigen Tal und war daher anfangs nicht besiedelt. Die Salzsieder kamen aus den nahegelegenen Ortschaften Gitter, Vöppstedt und Kniestedt, an deren Grenzen der Salzsumpf lag.

### Ortsname
Der Ort wurde wegen seiner Salzquelle lange nur als „salina“, ab dem 14. Jahrhundert auch als „solte“, „Dat Solt“ oder „Dat Saltz“ bezeichnet. Zur Abgrenzung gegenüber anderen Salzwerken erschienen 1344/45 auch die Bezeichnung „salina Knistidde“ (Saline bei Kniestedt) und „Salz to Vepstedt“. 1370 hieß es erstmals „Up dem Solte to Gytere“ (also „Das Salz bei Gitter“), hieraus entwickelte sich der Name „Salzgitter“, der seit 1533 verwendet wird. Dieser Name wurde 1951 auf die heutige Stadt Salzgitter übertragen, die 1942 als Watenstedt-Salzgitter gegründet worden war. Der bisherige Stadtteil Salzgitter wurde in Salzgitter-Bad umbenannt.

### Gründungsgeschichte

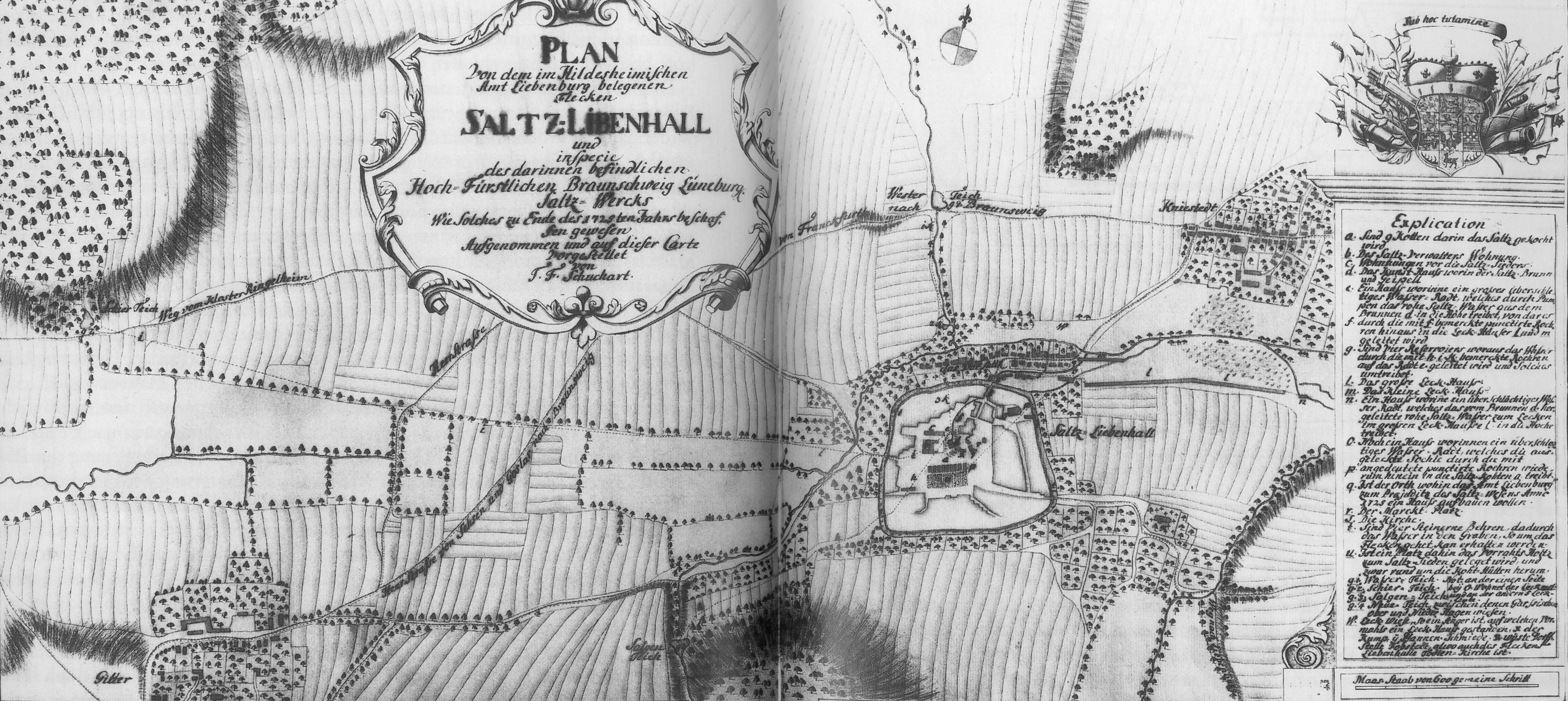
Schuchartsche Karte der Saline Salzliebenhalle von 1725

In einer Urkunde vom 22. Mai 1125 wurden erstmals eine Pfannenstelle in Gitter („unum panstel in Gethere“) und ein Salzwerk bei Gitter erwähnt und es wurde der Erwerb einer Salzpfanne durch das Frauenkloster Backenrode (heute Marienrode bei Hildesheim) bezeugt. Auch das Kloster Steterburg war an der Saline beteiligt, Brunnenbauer des Klosters reparierten 1272 einen defekten Salzbrunnen der Saline.
Um 1125 entstand wahrscheinlich auch der Salzspeicher der Saline. Das Gebäude lag östlich der Salzquellen und war an zwei Seiten vom Sumpf umgeben, wodurch es leicht gegen Angriffe verteidigt werden konnte. Das zunächst nur einstöckige Gebäude wurde 1522 um ein Stockwerk erhöht, neben seiner Funktion als Salzspeicher diente es auch den Bierbrauern als Lager und dem Bürgermeister und den Ratsherren als Amtsgebäude. Dieses älteste Gebäude Salzgitters, der Ratskeller Salzgitter, ist heute noch erhalten und wird als Hotel und Restaurant betrieben.

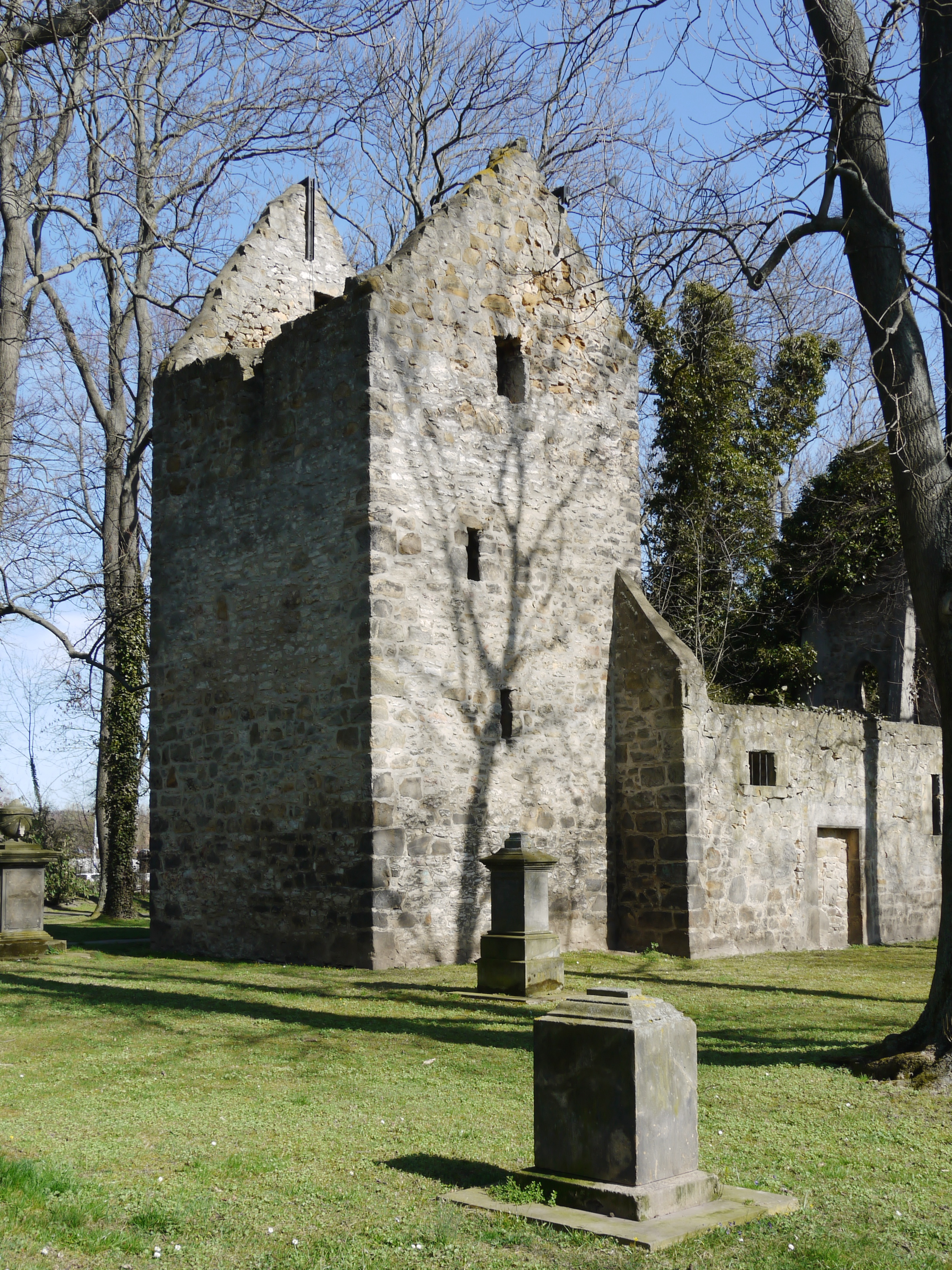
Ruine der Jacobus-Kirche von Vöppstedt

Um eine Besiedlung zu ermöglichen, wurde der Sumpf um die Salzquelle durch bis zu sieben Meter hohe Aufschüttungen aus Siedeschutt und Strauchwerk trockengelegt. Der Zugangsweg für die Vöppstedter wurde durch Bohlen gangbar gemacht, dieser Weg heißt noch heute „Bohlweg“. Um 1273 war der Salinenbezirk der Gemeinden Gitter und Vöppstedt durch eine Wallanlage mit Graben geschützt worden, dieser Bereich war etwa 10 Hektar groß. Nach außen führten drei Tore, das östliche Tor nach Vöppstedt, im Nordosten lag das Kniestedter Tor und das westliche Tor führte nach Haverlah und Gitter. Erste schriftliche Belege für diese Tore stammen von 1531 und 1549. Die aus Gitter kommenden Salzsieder siedelten sich im Westen des umfriedeten Bereiches an. Die Vöppstedter verließen ihre alte Siedlung und zogen in den östlichen Bereich, um 1350 war Vöppstedt verlassen und wüst gefallen.
Für die Gründung der Stadt wird der Zeitraum zwischen 1331 und 1337 angenommen, in dem erstmals die Ortsbezeichnung „Dat Saltz“ aufkam. Anfänglich bildeten die Siedler aus Gitter und Vöppstedt noch eine Doppelgemeinde mit zwei Bürgermeistern, hatten aber schon eine gemeinsame Verwaltung. Wann diese Trennung aufgegeben wurde, ist nicht belegt, vermutlich aber um 1370, als sich als Ortsname „Up dem Solte to Gytere“ (also „Das Salz bei Gitter“) durchsetzte.
In älteren Quellen wird die Vermutung geäußert, dass die Stadt um 1400 schon einmal das Stadtrecht erhalten hatte. Diese berufen sich auf verschiedene Dokumente, in denen stadtähnliche Eigenschaften genannt werden. So hatte Salzgitter zwei Bürgermeister, eine Ratsverfassung, einen Rat mit fünf Mitgliedern und seit 1471 ein eigenes Siegel, von dem sich das heutige Wappen ableitet. Auch wurden die Einwohner schon 1273 als „cives“, also „Bürger“, bezeichnet. Da es aber keine Verleihungsurkunde gibt und Salzgitter sich selbst auch nie als „Stadt“ Salzgitter bezeichnet hat, wird diese These mehrheitlich abgelehnt. Hinzu kommt, dass der Ort nie eine eigene Gerichtsbarkeit hatte, die als unabdingbares Merkmal einer unabhängigen Stadt gilt. Die Gerichtsbarkeit wurde bis 1370 von den Herren von Kniestedt ausgeübt, danach wurde sie an den Bischof von Hildesheim übertragen, der sie an die Herren von Schwicheldt weitergab. Nach 1523 war das braunschweigische Amt Liebenburg für die Gerichtsbarkeit zuständig.
In der Hildesheimer Bierfehde (1481 bis 1486) hatte die Stadt dem Hildesheimer Bischof Berthold II. die Treue gehalten und dessen Forderung nach einer Biersteuer anerkannt. Die Stadt wurde daraufhin von den gegnerischen Truppen aus Goslar und Braunschweig belagert, dabei wurden die hölzerne Marienkirche von Salzgitter und wohl auch die Jacobus-Kirche von Vöppstedt zerstört. Die Marienkirche wurde nicht wieder aufgebaut, die Vöppstedter Kirche wurde in eine Totenkirche umgewandelt. Als Ersatz bauten die Salzgitteraner eine neue St.-Mariae-Jakobi-Kirche, die den Heiligen der beiden zerstörten Kirchen gewidmet wurde. Die aus der Gründungszeit der Kirche stammende St.-Barbara-Sturmglocke erinnert in ihrer Inschrift an die Schrecken dieses Überfalles.

### Salzgitter unter braunschweigischer Herrschaft (1523 bis 1643)
Als Folge der Hildesheimer Stiftsfehde wurde 1523 ein großer Teil der Gebiete des Bistums Hildesheim dem Fürstentum Braunschweig-Wolfenbüttel zugesprochen. Dazu gehörte auch das Amt Liebenburg und damit Salzgitter und seine Salzquellen. Kaiser Karl V. belehnte Herzog Heinrich den Jüngeren 1530 mit den Salzquellen, der die Saline daraufhin seiner herzoglichen Verwaltung unterstellte. Diese war als selbstständige Gemeinde „Salzliebenhalle“ nun unabhängig vom umliegenden Salzgitter. Die Einwohner Salzgitters konnten anfänglich als Arbeiter auf der Saline weiterarbeiten und erhielten so ihren Lohn, der Erlös aus dem Verkauf des Salzes ging aber an den Herzog, so dass die Gemeinde zunehmend verarmte. Unter Herzog Julius (Regierungszeit 1568–1589) wurde die Saline modernisiert, er stellte aber auch hessische Salzsieder ein, so dass die Arbeitslosigkeit in der Stadt weiter anstieg. Um die Armut zu lindern, gestand sein Nachfolger Herzog Heinrich Julius 1590 der Gemeinde als Ersatz für die entgangenen Einnahmen drei Pfennig für jedes gesottene Werk Salz zu. Weiter gab er der Stadt das Braurecht zurück und verkaufte ihr das Brauhaus und die drei Gaststätten, die sein Vater Herzog Heinrich der Jüngere zuvor enteignet hatte.
Im „Hildesheimer Hauptrezess“ von 1643 wurde vereinbart, die nach der Hildesheimer Stiftsfehde 1523 dem Fürstentum Braunschweig-Wolfenbüttel zugesprochenen Gebiete wieder an das Hochstift Hildesheim zurückzugeben, Salzgitter wurde also wieder hildesheimisch. Einzig der Salinenbereich blieb Privatbesitz des braunschweigischen Hauses, Salzliebenhalle war seitdem eine herzoglich-braunschweigische Enklave im hildesheimischen Salzgitter.

### 17. Jahrhundert bis Beginn des 20. Jahrhunderts

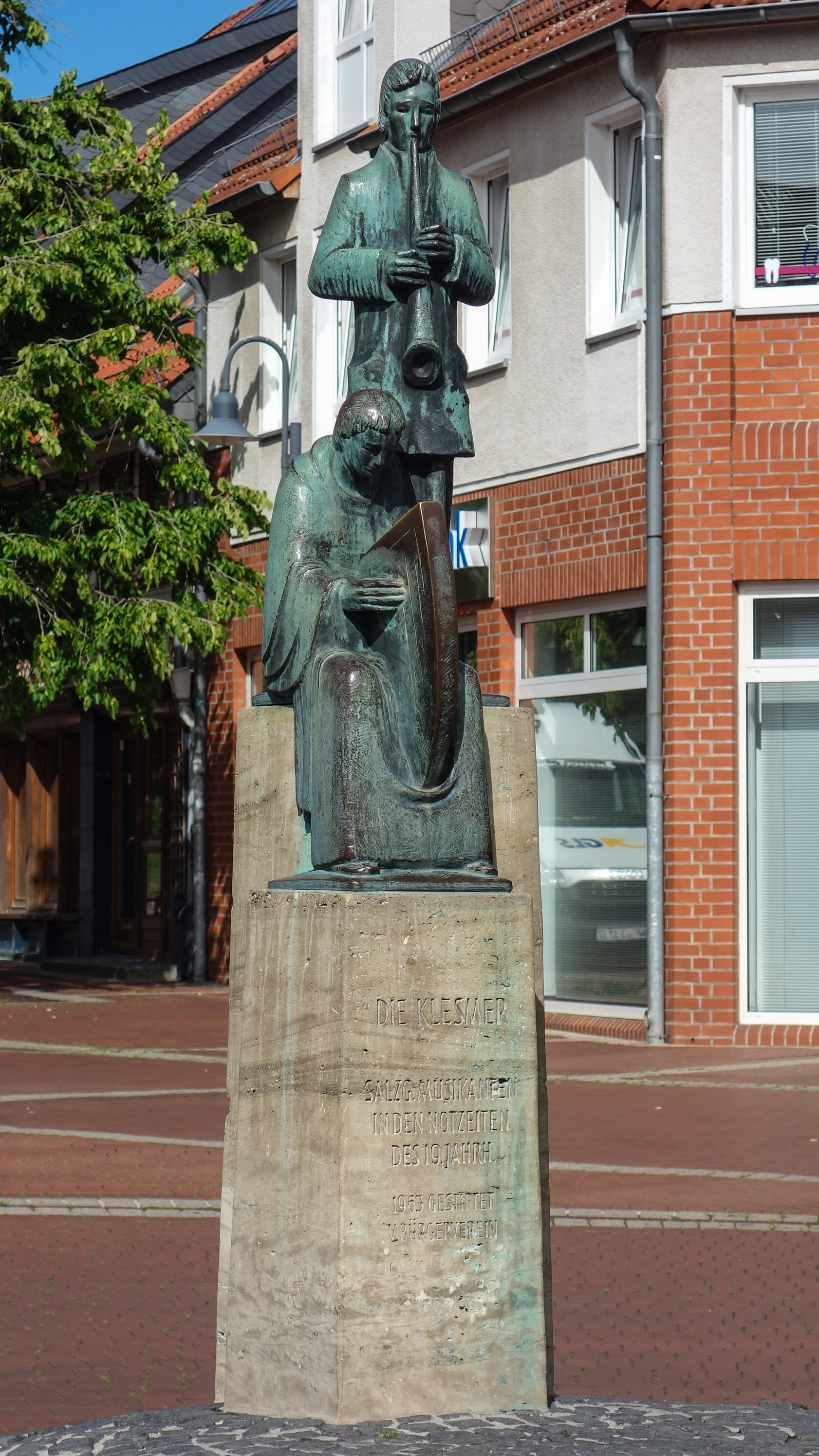
Klesmer-Denkmal

Im Dreißigjährigen Krieg war Salzgitter mehrfach von durchziehenden Truppen besetzt und teilweise zerstört worden. Der Aufbau wurde erst 1658 mit der Wiederherstellung der Vöppstedter Kirche als Totenkirche und der Windmühle am Windmühlenberg begonnen. Erhebliche Zerstörungen verursachte 1709 ein Brand, dem große Bereiche des Kirchplatzes zum Opfer fielen. Bei zwei weiteren Großbränden am 20. September 1720 und am 11. März 1731 wurden 14 bzw. 18 Häuser vernichtet. Auch während des Siebenjährigen Krieges (1756 bis 1763) war Salzgitter 1757, 1760 und 1761 von den französischen Truppen besetzt und musste insgesamt 23.000 Reichstaler an Kontributionen zahlen.
Nachdem das Hochstift Hildesheim 1802 säkularisiert worden war, gehörte die Stadt zum Königreich Preußen. In der Franzosenzeit von 1807 bis 1813 wurde Salzgitter ein Teil des Königreichs Westphalen. Die Stadt bildete hier mit den umliegenden Gemeinden den Kanton Salzgitter und gehörte zum Distrikt Goslar im Departement der Oker. Die Saline war in dieser Zeit Eigentum des Königreichs Westphalen, auch war die Bezeichnung „Salzliebenhalle“ aufgehoben. Auf Beschluss des Wiener Kongresses wurde der Ort 1815 wieder dem Königreich Hannover zugeteilt. Dieses wurde 1866 vom Königreich Preußen annektiert. Das Amt Liebenburg, dem der Ort zu dieser Zeit angehörte, wurde 1884 aufgelöst und aus der Stadt Goslar und den bisherigen Amtsbezirken Liebenburg und Wöltingerode wurde der Landkreis Goslar gebildet. Zu diesem gehörte die Stadt bis zur Gründung der heutigen Stadt als Watenstedt-Salzgitter am 1. April 1942. Zuvor waren der Stadt am 25. Oktober 1929 die Stadtrechte verliehen worden.
Zu Beginn des 19. Jahrhunderts musste die Produktion der Saline erheblich verringert werden. Grund waren die Einschränkungen zum Export des Salzgitterschen Salzes, das ab 1822 nur noch in den Distrikten Harz und Weser verkauft werden durfte. Schon zuvor waren die Verdienstmöglichkeiten für die Einwohner stetig zurückgegangen, was zur Verarmung führte und das Entstehen des Wandermusikantentums – der salzgitterschen Klesmer – zur Folge hatte. Zwischen 1790 und 1910 zogen etwa 7000 aus Salzgitter kommende Klesmer durch die Welt. Für ihr tägliches Leben hatten sie eine eigene Sprache gebildet, deren Fachausdrücke aus dem Rotwelschen und dem Plattdeutschen kamen. In der Heimat wurden sie von den Kaufleuten unterstützt, das salzgittersche Bankhaus Sievers gab die nötigen Kredite und verwahrte die aus dem Ausland eingezahlten Einnahmen. Zur Erinnerung an die Musikanten wurde 1963 ein Klesmerdenkmal aufgestellt und es wird ein jährliches Klesmerfestival mit Ensembles aus aller Welt veranstaltet.

### Industrialisierung seit dem 19. Jahrhundert
Mit der Eröffnung der Bahnlinie der Braunschweigischen Südbahn von Börßum nach Kreiensen im Jahr 1856 und der Inbetriebnahme des Bahnhofs Salzgitter im folgenden Jahr begann für die Stadt die Industrialisierung.
1858 wurde am Gittertor die „Mechanische Hedegarn-Spinnerei“ gegründet. 1869 wurde diese zur „Mechanische Leineweberei Ahrens & Möker“ erweitert, die hier bis 1939 betrieben wurde und danach nach Stadtoldendorf verlegt wurde. Zeitweilig waren hier 650 Mitarbeiter beschäftigt.
Das private Bankhaus Sievers wurde 1865 gegründet, als zweites Bankhaus wurde 1897 die Kreissparkasse eröffnet. Deren Kassenräume befanden sich anfangs in einer privaten Wohnung, 1925 wurde ein Neubau am Altstadtweg/Kaiserstraße bezogen. Die Kreissparkasse ersteigerte 1930 das Bankhaus Sievers und bezog daraufhin dessen Geschäftshaus am heutigen Klesmerplatz. 1966 erbaute man hier eine neue Hauptgeschäftsstelle, die 1991 durch den heutigen Bau ersetzt wurde. Zum 1. Januar 2002 fusionierte die Sparkasse mit der Stadtsparkasse Goslar und der Kreissparkasse Clausthal-Zellerfeld zur Sparkasse Goslar/Harz. Im Jahre 2017 fusionierte die Sparkasse mit der Kreissparkasse Peine und der Sparkasse Hildesheim zur Sparkasse Hildesheim Goslar Peine.

#### Eisenwerk Salzgitter
Als erster Bergbaubetrieb nahm 1867 die Eisenerzgrube „Segen Gottes“ (später Grube Finkenkuhle) ihren Betrieb auf. Das Erzlager war im Jahr vorher vom Salineninspektor Albert Schloenbach entdeckt worden. Schloenbach hatte zuvor auch über Felder der späteren Grube Hannoversche Treue berichtet. Aufgrund dieser Entdeckungen gründete Emil Langen 1868 am Gittertor das Eisenwerk Salzgitter mit zunächst zwei Hochöfen. Bis zu 600 Mitarbeiter waren hier beschäftigt, die Langen überwiegend aus seiner Heimat, dem Bergischen Land, nach Salzgitter geholt hatte. Langen starb 1870 an den Folgen einer Kesselexplosion, sein Eisenwerk geriet später in wirtschaftliche Schwierigkeiten und musste 1874 geschlossen werden.

#### Kalischacht Fürst Bismarck

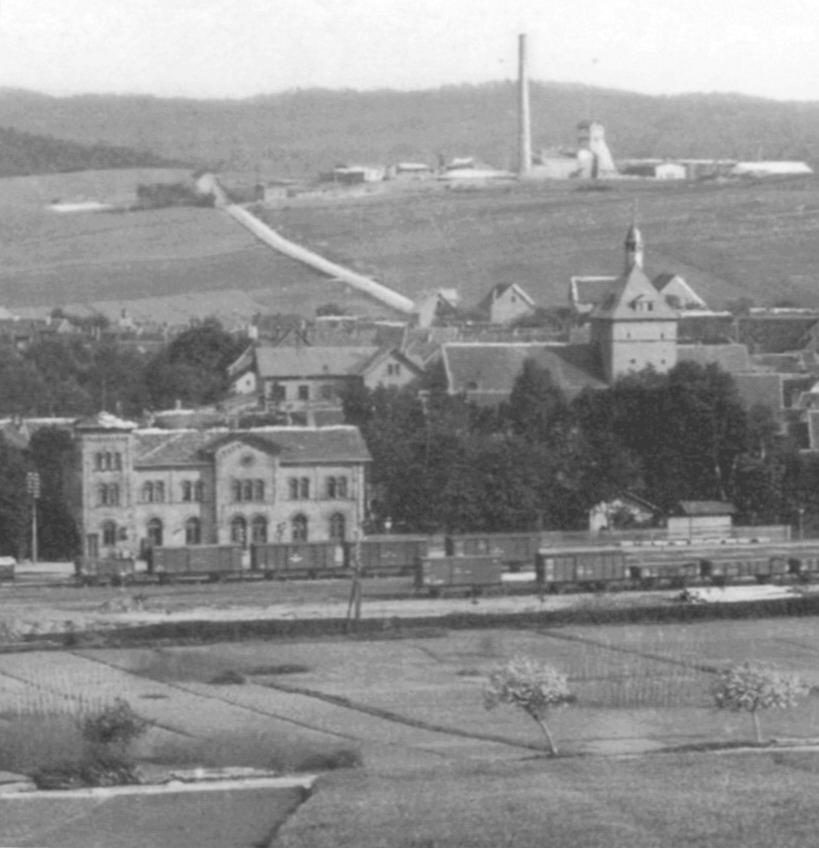
Kaliwerk Fürst Bismarck im Hintergrund (etwa 1900)

Nachdem in der Umgebung die Kaliwerke Vienenburg und Thiederhall errichtet worden waren, glaubte man, auch hier bei der Suche nach Kalisalz fündig zu werden, und begann 1888 bei Kniestedt mit Probebohrungen, die aber erfolglos blieben. Bei einer zweiten Bohrung am „Greif“ in der Nähe des heutigen Thermalsolbades wurden angeblich in verschiedenen Tiefen Kalilager gefunden. Darauf wurde die „Gewerkschaft Schlüssel“ gegründet, die ab 1896 auf dem Gelände des heutigen Greifparks in Salzgitter-Bad einen Schacht teufte. Als man bei einer Teufe von 1075 Metern – damals einer der tiefsten Kalischächte in Deutschland – noch immer nicht auf Kalisalze gestoßen war, wurden 1903 die Arbeiten wegen Erfolglosigkeit eingestellt und die Anlage wurde 1907 abgerissen. Die gesamten Baukosten der Schachtanlage betrugen sieben Millionen Mark.

#### Eisenerzbergbau
Anton Raky, der Erfinder des Schnellschlag-Bohrkrans und ein weit über Deutschland hinaus bekannter Tiefbohrunternehmer, verlegte 1920 seinen Firmensitz von Erkelenz nach Salzgitter. Hier gründete er am Windmühlenberg zunächst eine Werkstatt zur Instandsetzung von Bohrgeräten und baute diese zu einer Maschinenfabrik zur Fertigung von Bohrmaschinen aus, die 1925 in die „Anton Raky Tiefbohrungen AG“ umgewandelt wurde. Im Harzvorland und speziell im Salzgittergebiet führte er im Auftrag der von den Hüttenwerken des Ruhrgebietes gegründeten „Erzstudiengesellschaft“ von 1919 bis 1922 Erkundungsbohrungen durch und erbrachte den Nachweis umfangreicher Erzlager. Diese Untersuchungen bildeten später die Grundlage für die Entscheidung zum Aufbau des Eisenerzbergbaus und zum Bau der Reichswerke Hermann Göring im heutigen Salzgitter. Nach dem Konkurs seines Unternehmens 1933 wurde es an die 1923 gegründete „Bergbau AG Salzgitter“ verpachtet und 1937 von den kurz zuvor gegründeten Reichswerken übernommen. Aus dem Unternehmen ging 1951 die heutige Salzgitter Maschinenbau AG (SMAG) hervor, zu deren Geschäftsfeldern neben anderen auch heute noch die Bergwerkstechnik und der Bau mobiler Bohranlagen zählen.

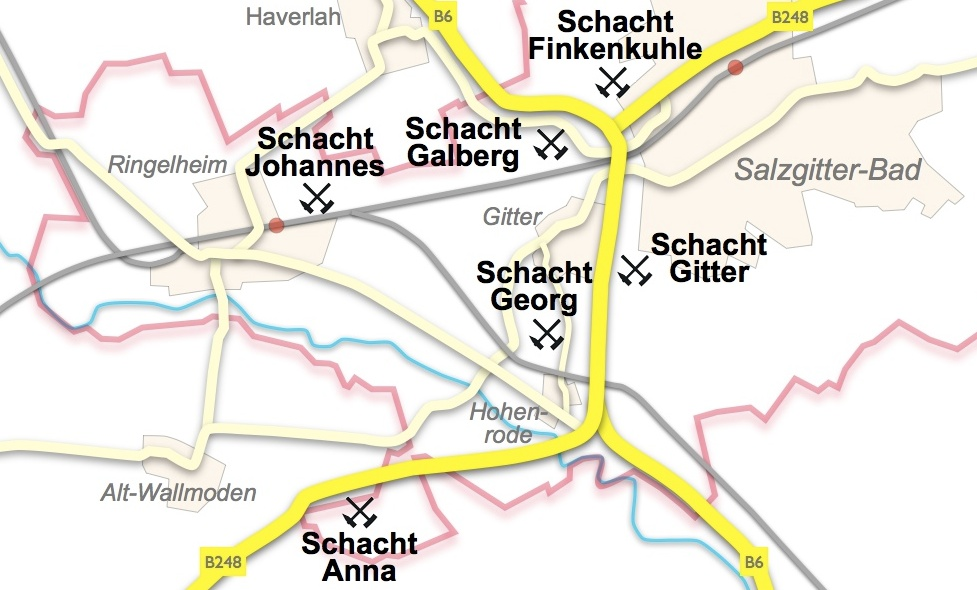
Karte der Erzbergbau-Schachtanlagen im Süden Salzgitters

Zwischen 1830 und 1930 gab es zahlreiche Kleinbetriebe, in denen, teils im Tagebau, teils in kleinen Stollen, Erz gefördert wurde. Im Gebiet um Salzgitter waren dies u. a. die Gruben Morgenröthe (Betrieb 1858/59, 1893) und Segen Gottes (beide später Grube Finkenkuhle, Betrieb 1865–1874, 1887–1900, 1919–1930). Auf dem Gebiet von Kniestedt wurden die Gruben Hinterlist (Betrieb 1868/70, 1917–1930) und Zuversicht (Betrieb 1868–1871, 1917–1930) betrieben, beide gehörten später zur Grube Hannoversche Treue.
Für den Betrieb seines Eisenwerkes am Gittertor hatte Emil Langen das Eisenerz u. a. über eigens gelegte Schmalspurbahnen aus den Tagebauen der späteren Gruben Finkenkuhle und Hannoversche Treue liefern lassen. Nach der Schließung des Eisenwerkes 1874 wurde auch der Betrieb in den Gruben wieder eingestellt. Die Felder der Grube Hannoversche Treue waren 1893 von der Ilseder Hütte erworben worden, 1917 wurde der Abbau wieder aufgenommen und bis 1930 betrieben. Der Tagebau Finkenkuhle wurde 1928 von den Vereinigten Stahlwerken (VESTAG), die 1927 die Kuxenmehrheit erlangt hatten, wieder in Betrieb genommen, der Betrieb wurde 1930 aus wirtschaftlichen Gründen wieder eingestellt.
Mit der Gründung der Reichswerke Hermann Göring wurden die Bergbaubetriebe im Gebiet Salzgitters zum 1. Oktober 1937 von den Reichswerken übernommen. Auf der Grube Finkenkuhle wurde der Tagebaubetrieb weiter ausgebaut. Im Tiefbau wurde 1939 die Förderung aufgenommen und die Grube wurde unter Tage mit der benachbarten Schachtanlage Gitter verbunden. Bis 1940 wurden bei Hohenrode und Ringelheim weitere Schachtanlagen aufgefahren und dem Verbund hinzugefügt. Nach Kriegsende nahm 1946 die Grube Finkenkuhle den Betrieb wieder auf, 1948 auch die verbundenen Gruben Gitter und Georg. Im Tagebau Finkenkuhle waren die Erzvorräte 1953 erschöpft, 1956 wurde auch der Betrieb im Tiefbau eingestellt.
Der Tagebau Hannoversche Treue wurde bis 1948 betrieben, insgesamt wurden hier seit der Mitte des 19. Jahrhunderts 2,86 Mio. Tonnen Erz gefördert. Im Südwesten des Tagebaus wurde 1938 der Schacht Hannoversche Treue Süd (ab 1952/53 Schacht 1 genannt) geteuft. Weitere Schachtanlagen wurden im Bereich von Engerode und Calbecht errichtet. Der Betrieb der Grube Hannoversche Treue wurde im Mai 1967 eingestellt. Die Gebäude von Schacht 1 blieben bis auf den Förderturm nach der Stilllegung erhalten und beherbergen heute (2016) den städtischen Bauhof und das Stadtarchiv der Stadt Salzgitter.

### Entwicklung 1937 bis 1945

#### Gründung Reichswerke und Stadtgründung
Im Rahmen des im Oktober 1936 von der nationalsozialistischen Regierung verkündeten Vierjahresplanes sollte neben der Kriegsfähigkeit der deutschen Wirtschaft auch deren Unabhängigkeit von ausländischen Rohstoffen sichergestellt werden. Dazu hatte die Reichsregierung beschlossen, die im Salzgittergebiet entdeckten Eisenerzvorkommen zur Grundlage eines hier zu errichtenden Hüttenwerkes zu machen. Hierzu wurde im Ratskeller am 15. Juli 1937 der Vertrag zur Gründung der Reichswerke Aktiengesellschaft für Erzbergbau und Eisenhütten „Hermann Göring“ („Hermann Göring Werke“) unterzeichnet. Die Vorarbeiten zur Aufnahme des Erzbergbaus begannen am 15. September 1937.
Eine der Forderungen der Reichswerke war es gewesen, den Verwaltungswirrwarr im Aufbaugebiet zu beseitigen. Die damaligen Zuständigkeiten waren auf mehr als 40 Behörden der Länder Braunschweig und Preußen verteilt, unter anderem gab es verschiedene Ämter, die jeweils für das Baurecht, den Bergbau und das Wasserrecht zuständig waren. In Vorbereitung hierzu trat am 1. August 1941 die Verordnung über Gebietsbereinigungen im Raume der Hermann-Göring-Werke Salzgitter (genannt Salzgitter-Gesetz) in Kraft. Hiernach ging u. a. der Landkreis Goslar, zu dem Teile des Aufbaugebietes gehörten, von der preußischen Provinz Hannover an das Land Braunschweig über. In der Folge wurde zum 1. April 1942 aus 28 Gemeinden der Landkreise Goslar und Wolfenbüttel sowie einigen Teilgebieten benachbarter Gemeinden die Stadt „Watenstedt-Salzgitter“ (das heutige Salzgitter) gegründet.

#### Bau von Barackenlagern

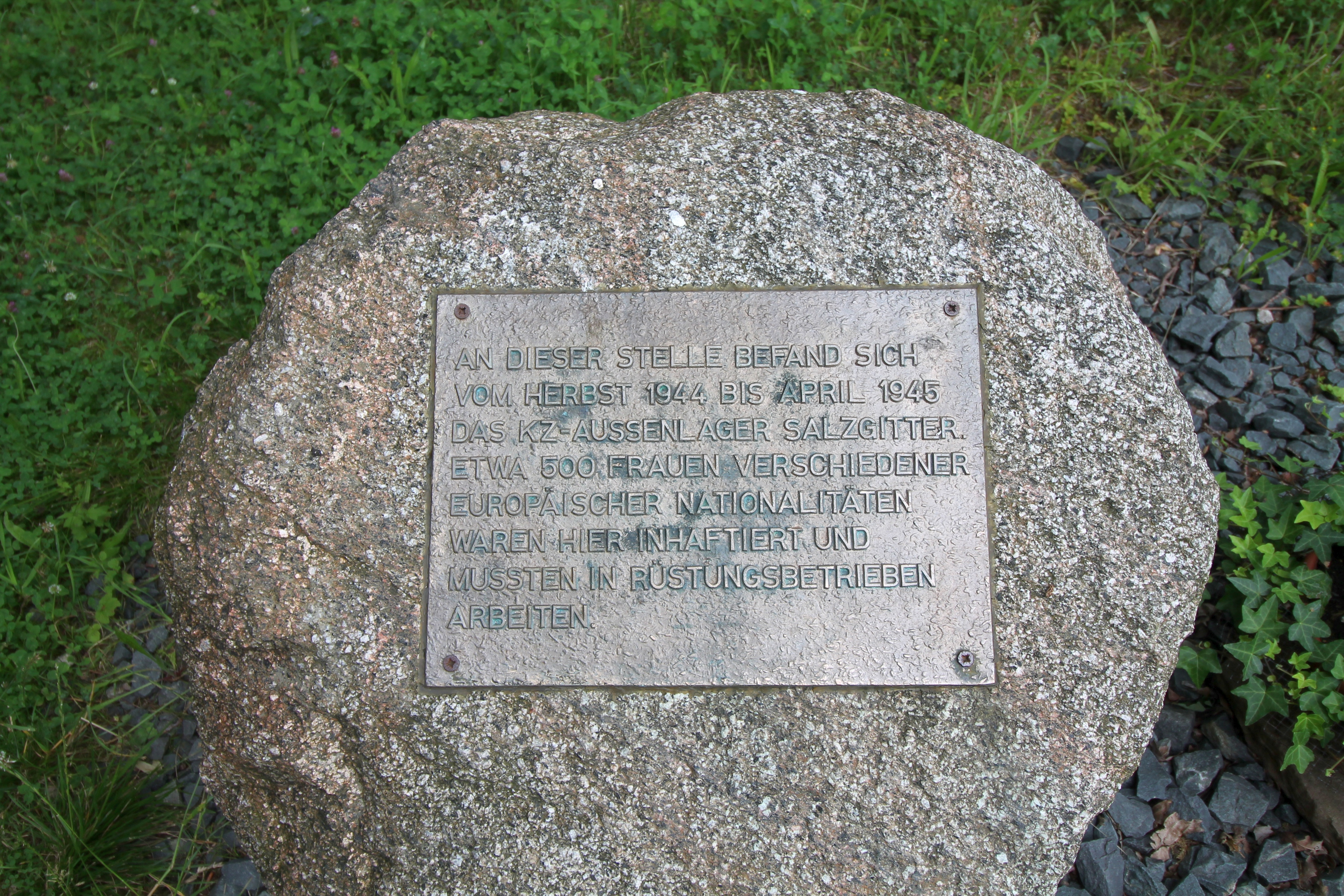
Gedenkstein zum KZ Salzgitter-Bad

Parallel zum Aufbau des Erzbergbaus wurden zur Unterbringung der Bauarbeiter und der ersten Bergleute Barackenlager errichtet. Als erstes das Lager 1 für die Arbeiter an der Grube Finkenkuhle und das Lager 2 für die an der Grube Hannoversche Treue Beschäftigten. Das Lager 1 lag zwischen der heutigen Braunschweiger Straße und der Eisenbahnlinie. 1941 standen hier 16 Mannschaftsbaracken sowie mehrere Verwaltungs- und Wirtschaftsbaracken. Bei Kriegsende lebten hier etwa 800 Arbeiter, der größte Teil kam aus dem Ausland. Das Lager 2 lag nördlich von Kniestedt und östlich des Tagebaus. Das Lager bestand 1940 aus acht Mannschaftsbaracken sowie Wirtschafts- und Verwaltungsbaracken. Die Belegstärke war mit 840 Personen angegeben, bei Kriegsende lebten hier 449 Personen.
Die Lager 12 (nordwestlich von Gitter) und Lager 20 (am Windmühlenberg gegenüber der heutigen SMAG) wurden 1938 bezogen. Im Spätsommer 1944 wurde das bis dahin von Firmen genutzte Zivilarbeiterlager 43 am damaligen südlichen Ortsrand zu einem Außenlager des KZ Neuengamme umgerüstet. In diesem KZ Salzgitter-Bad waren in vier Baracken bis zu 500 Frauen untergebracht, die in den Rüstungsbetrieben der Reichswerke arbeiten mussten. Am 7. April 1945 wurde das Lager vor der Ankunft der alliierten Soldaten geräumt und die Frauen zusammen mit den Häftlingen der anderen Konzentrationslager ins KZ Bergen-Belsen verbracht.
Mit Ausnahme des KZ Salzgitter-Bad wurden alle genannten Lager nach Kriegsende der UNRRA zur Unterbringung von Ausländern übergeben, die nicht in ihre Heimat zurückkehren konnten – sogenannten Displaced Persons (DPs). Die Lager 1 und 2 wurden ab 1950 zur Unterbringung von Flüchtlingen genutzt. Das im Lager 12 untergebrachte Werkslazarett wurde 1949/50 zum Krankenhaus ausgebaut, die nicht mehr benötigten Baracken wurden abgebrochen. In Lager 20 wurden nach 1950 ein Teil der hölzernen Baracken abgerissen, in den anderen wurden eine Mittelschule und ein Kindergarten eingerichtet.

#### Bau von Wohnsiedlungen
Der Bau von Wohnsiedlungen wurde Anfang 1938 begonnen. Hierzu wurden die Ländereien des Gutes Kniestedt von den Reichswerken übernommen. Auf diesen Flächen entstanden nördlich und westlich von Kniestedt die Ostsiedlung (bis 1945 SA-Siedlung) und die Westsiedlung (bis 1945 Fliegersiedlung), die Bismarcksiedlung (in der Nähe des Bismarckturms), die Beamtensiedlung, die Waldsiedlung und die Talsiedlung. Die Planungen sahen 8000 Wohneinheiten vor, bis Ende des Krieges wurden etwa 3600 fertiggestellt. Hauptsächlich wurden doppelgeschossige Einzel- und Reihenhäuser gebaut, die Wohnungen waren 60–80 m² groß, verfügten auf zwei Etagen über fünf Zimmer und Toilette, dazu gehörte ein kleiner Garten. Im südlichen Bereich der Stadt erstellte die Wohnungsbaugesellschaft Salzgitter (1926 gegründet) bis 1945 insgesamt 218 Wohnungen, die vornehmlich für Verwaltungsangestellte vorgesehen waren.

### Entwicklung seit 1945
Am 24. Januar 1951 wurde die Stadt in Salzgitter umbenannt und alle Stadtteile erhielten zu ihrem bisherigen Namen den Vorsatz „Salzgitter“, z. B. der Stadtteil Gitter wurde also zu „Salzgitter-Gitter“. Aus dem bisherigen Salzgitter wurde nun unter Anerkennung des Status als Soleheilbad Salzgitter-Bad.

#### Industrielle Entwicklung der Nachkriegsjahre
In den Nachkriegsjahren hatten sich auf dem Gelände beiderseits der Bahnlinie zwei Fahrzeugfabriken niedergelassen. Die Fahrzeugfabrik Kannenberg (FAKA) war 1923 in Danzig gegründet worden und hatte sich nach dem Krieg am Gittertor angesiedelt. Bekannt wurde FAKA Anfang der 1950er Jahre als Hersteller von Omnibussen und Motorrollern. Die Fabrikation wurde 1958 nach Bückeburg verlegt, 1973 wurde der Betrieb von den Kögel Fahrzeugwerken übernommen. Der zweite Automobilhersteller waren die Autowerke Salzgitter (AWS), die im August 1945 unter dem Namen „Janssen & Mikolajczyk OHG“ als ein Reparaturwerk für amerikanische Jeeps gegründet worden waren. Die Firma spezialisierte sich später darauf, in Europa zurückgelassene Jeeps der US-Armee zu Nutzfahrzeugen umzubauen. Ende 1950 musste das Werk Konkurs anmelden, bis dahin waren etwa 11.000 Jeeps in 8-sitzige Personenwagen und Lieferwagen umgebaut worden. Zuletzt hatte das Unternehmen 543 Mitarbeiter beschäftigt.

#### Stadtsanierung

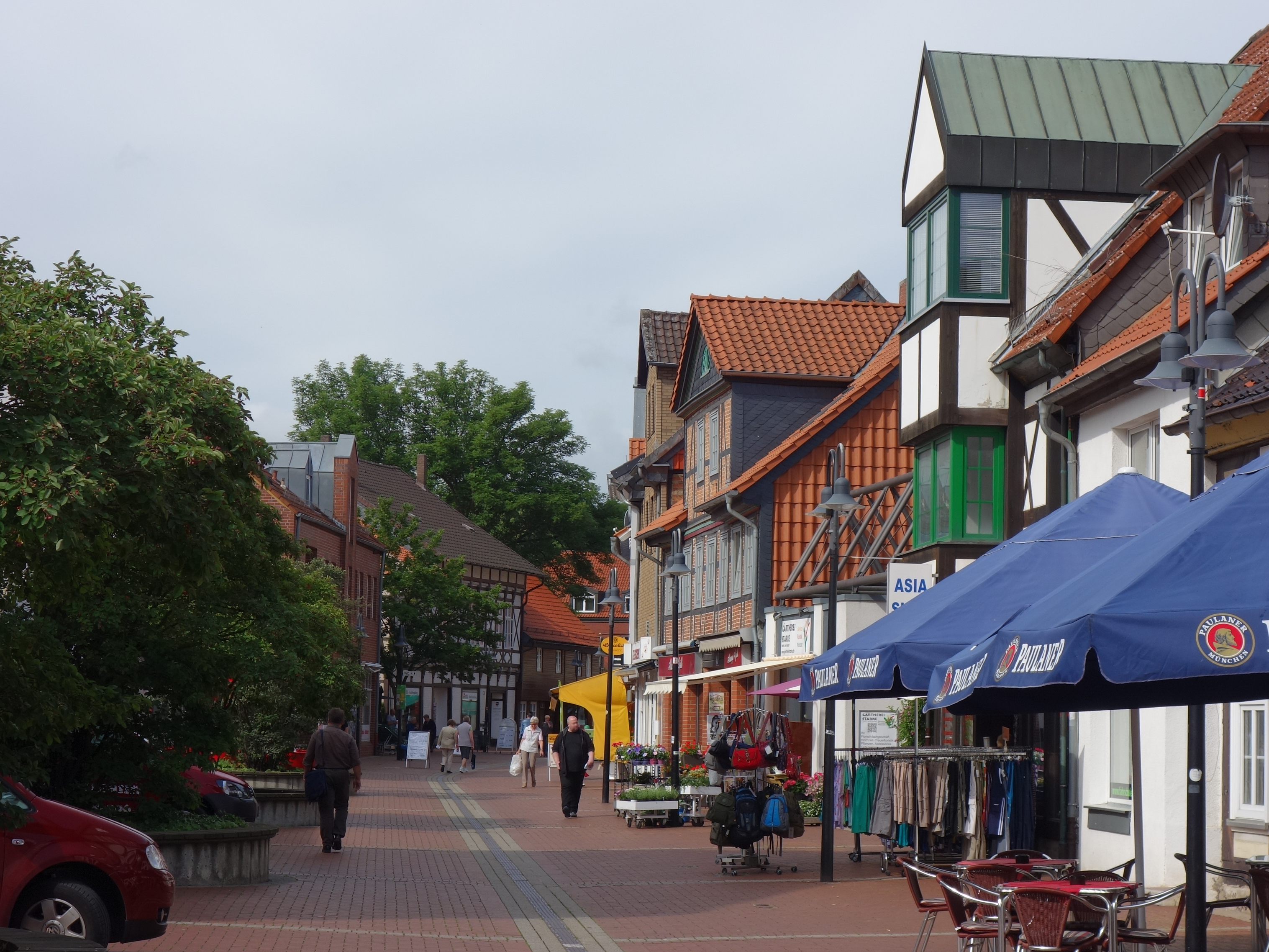
Vorsalzer Straße, Blick nach Westen

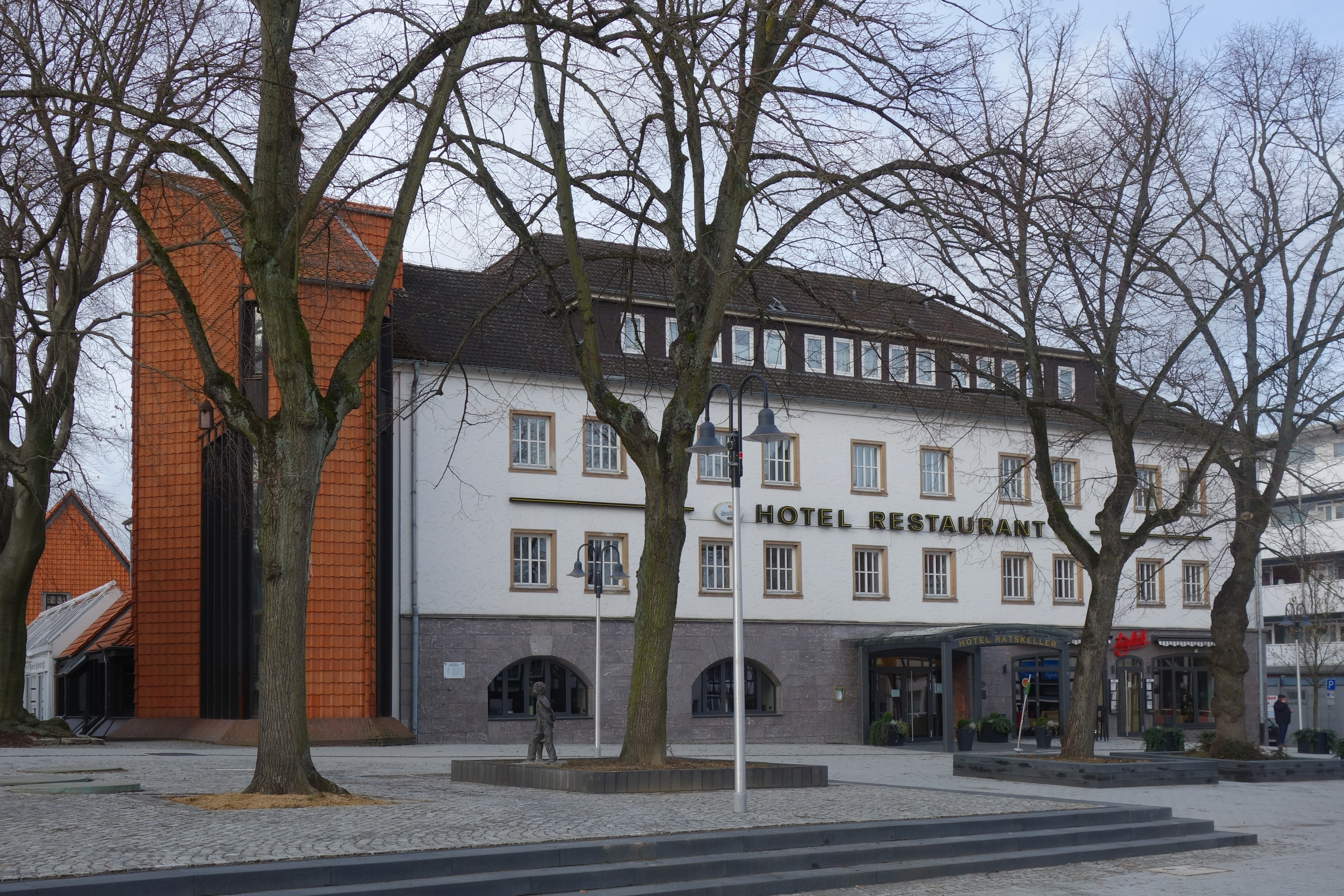
Marktplatz mit Ratskeller

Nachdem zuletzt 1936 weite Teile der Innenstadt durch Überschwemmung der Warne unter Wasser gestanden hatten, wurde diese zwischen 1950 und 1955 verrohrt. Dazu wurde in sechs Meter Tiefe unter der Altstadt ein unterirdischer Kanal gebaut, durch den die Warne seitdem geführt wird. Der Beginn des Warnekanals liegt am Salgenteich, das Ende am Schützenplatz. Anfang des 16. Jahrhunderts hatte man schon einmal den Verlauf der Warne weiter nordwärts nach außerhalb der Befestigungsanlagen verlegt, um die Salzbrunnen und die Siedlung zu schützen. Bedingt durch das große Einzugsgebiet des Flusses kam es aber dennoch immer wieder zu Überflutungen.
Das „Kleine Rathaus“ am Marktplatz wurde 1972 als Außenstelle des Rathauses in Lebenstedt eröffnet. Dem Rathaus angegliedert ist eine Stadtbibliothek, die zuletzt 2013 vergrößert wurde und die seitdem auf einer Fläche von etwa 1000 m² Fläche 35.000 Medien anbietet. Im nördlichen Bereich des Stadtteils wurde 1966 das „Städtische Krankenhaus Salzgitter-Bad“ eröffnet. Nach der Fertigstellung des neuen Klinikums in Lebenstedt (2010) wurde der Betrieb dorthin verlegt, in Salzgitter-Bad gibt es seitdem nur noch das St.-Elisabeth-Krankenhaus.
Bis 1976 waren die Marktstraße, das Vöppstedter Tor und die Vorsalzer Straße zu einer Fußgängerzone umgestaltet worden. Das 1533 erbaute Kniestedter Gutshaus wurde 1975/76 in den früheren Kurpark hinter dem Ratskeller umgesetzt. Zwischen 1980 und 1982 wurde im benachbarten Stadtteil Gitter der Garßenhof abgebaut und als Bettenhaus des historischen Ratskellers wieder aufgebaut. Der ehemalige Kurpark wird heute „Rosengarten“ genannt und wird im Zusammenhang mit den dort stehenden drei historischen Fachwerkhäusern (Tillyhaus, Kniestedter Gutshaus und Garßenhof) auch als „Traditionsinsel“ bezeichnet. Der benachbarte Marktplatz wurde 1975 und 2015 neu gestaltet.
Das erste Einkaufszentrum außerhalb der Innenstadt wurde 1976 an der Porschestraße eröffnet, 2007 wurde es wieder geschlossen. Das Gelände des Güterbahnhofes wurde 1998 zu einem Einkaufspark umgewandelt, 2008/09 wurde ein weiterer Einkaufspark am Pfingstanger eröffnet. Neue Wohnungsbaugebiete entstanden hauptsächlich im Süden der Stadt, so die Gebiete „Lange Wanne/Hinter dem Salze“ und „Windmühlenberg/Mahner Berg“.

#### Staatlich anerkannter Ort mit Sole-Kurbetrieb
Die in der Saline geförderte Sole wurde seit 1879 auch zu Badezwecken eingesetzt, hierzu war im Tillyhaus eine erste Badestube eingerichtet worden. Ein eigenes Badehaus wurde 1886 fertiggestellt, 1911 wurde es durch einen größeren Bau im „Kurgarten“ ersetzt. Am 16. Februar 1972 wurde östlich des Greifparkes ein neues Thermalsolewellenbad eröffnet, das über eine auf dem Gelände der alten Saline niedergebrachte 243 m tiefe Bohrung mit 20–25%iger Sole versorgt wird. Das alte Badehaus wurde danach geschlossen, an seiner Stelle wurde später der Garßenhof aufgebaut.
Das Land Niedersachsen verlieh Salzgitter-Bad 1985 erstmals das Prädikat „Staatlich anerkannter Ort mit Sole-Kurbetrieb“, diese Anerkennung wurde 2010 erneuert.
Bereits kurze Zeit nach der Eröffnung des Badebetriebes wurde der Ort in Werbeschriften der 1880er Jahre als „Bad Salzgitter“ oder „Solbad Salzgitter“ bezeichnet. Die Stadt verwendete diesen Namen auch im Siegel und Briefkopf, selbst das Ortsnamensschild am Bahnhof wurde angepasst. Da aber keine Genehmigung durch das preußische Innenministerium vorlag, wurde die Stadt aufgefordert, den neuen Namen ohne Erlaubnis nicht mehr zu verwenden. Der Streit zog sich lange hin und erst nachdem Salzgitter 1929 die Stadtrechte verliehen worden waren, stellte die Stadt einen entsprechenden Antrag. Diesem wurde aber nicht stattgegeben, dennoch war der Name „Bad Salzgitter“ weiter geläufig. Seit 1951 heißt der Stadtteil nun unter Anerkennung des Solebades „Salzgitter-Bad“. Der Ortsrat der Ortschaft Süd hatte im Mai 2007 erneut angeregt, den Ortsnamen in „Bad Salzgitter“ zu ändern, diese Anregung wurde aber vom Rat der Stadt abgelehnt.

#### Zentrale Erfassungsstelle der Landesjustizverwaltungen

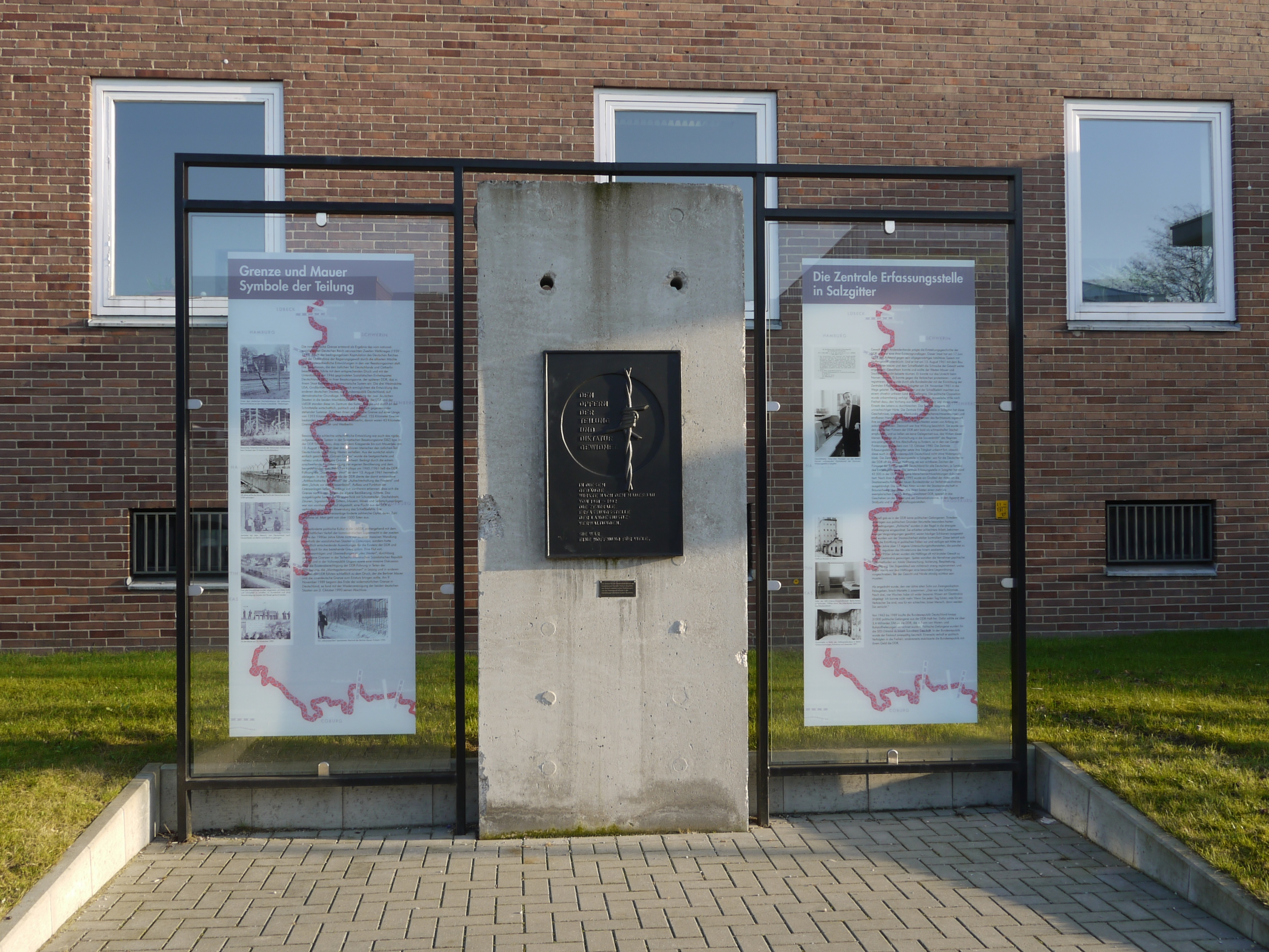
Gedenkstätte für die Zentrale Erfassungsstelle

In Salzgitter-Bad befand sich die 1961 entstandene und bis 1992 tätige Zentrale Beweismittel- und Dokumentationsstelle der Landesjustizverwaltungen (ZESt), die Hinweise auf vollendete oder versuchte Tötungshandlungen (zum Beispiel an der innerdeutschen Grenze), Unrechtsurteile aus politischen Gründen, Misshandlungen im Strafvollzug und Verschleppung oder politische Verfolgung in der DDR dokumentieren sollte. Das Gebäude wird seit der Schließung als Polizeidienststelle genutzt, neben dem Eingang erinnert eine Gedenkstätte mit einem Originalstück der Berliner Mauer an die ZESt.

### Frühere Siedlungen auf dem Gebiet von Salzgitter-Bad

#### Vöppstedt
Eine der frühesten Siedlungen auf dem Gebiet des heutigen Stadtteils Salzgitter-Bad war das Dorf Vöppstedt, das schon 941 in einer Urkunde des Klosters Ringelheim genannt wurde. Die Siedlung lag im Osten der heutigen Stadt im Bereich der Vöppstedter Ruine. Ursprünglich war dies die St.-Jacobus-Kirche von Vöppstedt, die durch kriegerische Handlungen im 15./16. Jahrhundert mehrfach zerstört worden war. Nachdem die St.-Mariae-Jakobi-Kirche (Altstadtkirche) errichtet worden war, wurde die Vöppstedter Kirche noch bis 1803 als Totenkirche genutzt, heute ist die Ruine eine Gedenkstätte für die Opfer von Kriegen und Gewalt.
Vom Dorf Vöppstedt aus gingen die Salzsieder ihrer Arbeit an den nahen Salzquellen im damals sumpfigen Bereich des heutigen Rosengartens nach. Im Laufe mehrerer Jahrhunderte gelang es ihnen, den Sumpf durch bis zu sieben Meter hohe Aufschüttungen trockenzulegen. Nachdem Anfang des 14. Jahrhunderts der Salinenbereich durch Wall und Graben gesichert worden war, zogen die Vöppstedter in den neuen Ort und um 1350 war Vöppstedt wüst gefallen.

#### Salzliebenhalle

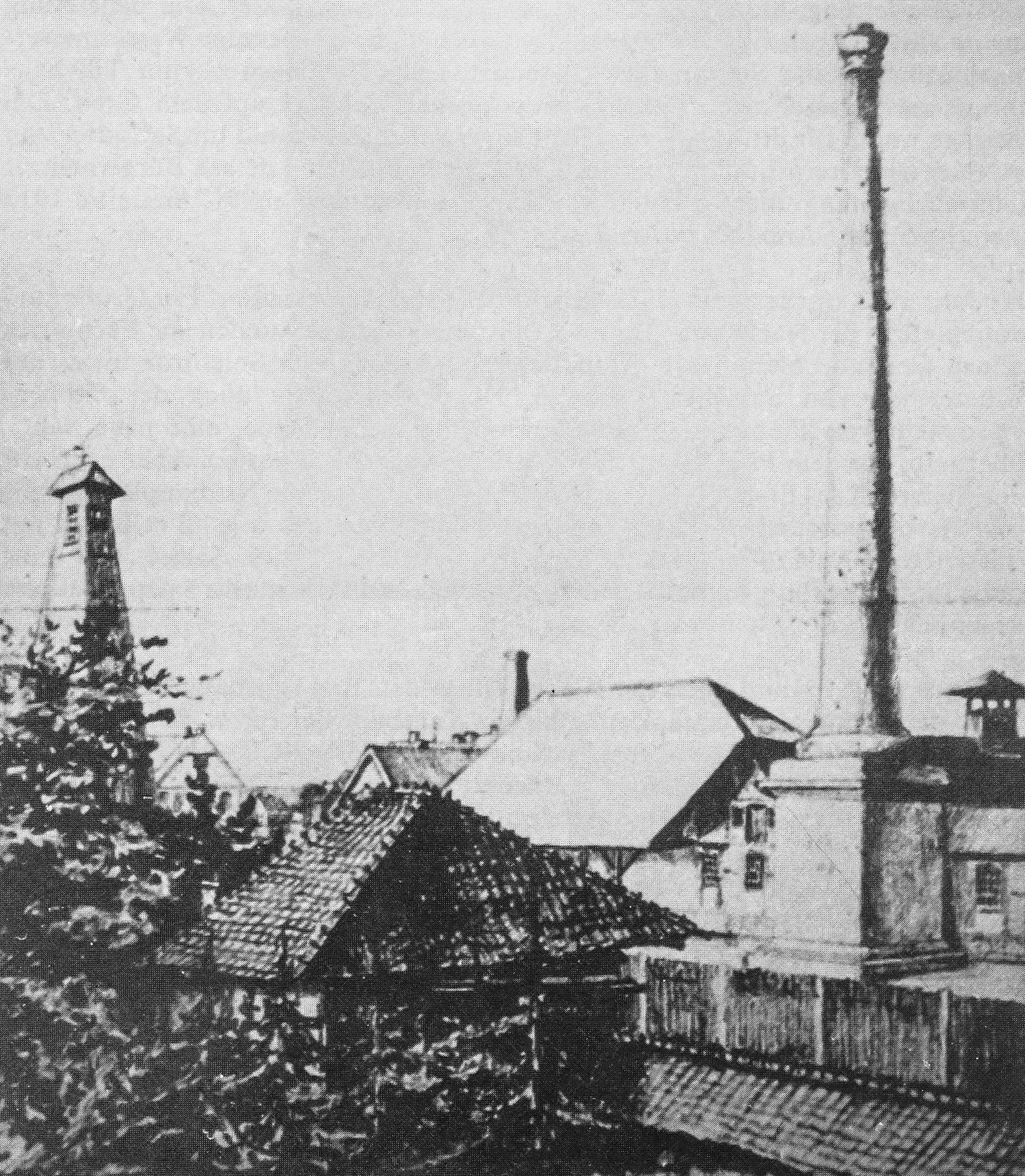
Saline mit Bohrturm und Siedehaus (1853)

Der „Gutsbezirk Salzliebenhalle“ umfasste den Bereich der Saline Salzliebenhalle. Nachdem Herzog Heinrich dem Jüngeren die Saline 1523 zugefallen war, machte er diesen Bereich zu einer selbstständigen, von Salzgitter unabhängigen, Gemeinde und stellte sie unter seine Verwaltung. Dies blieb auch nach 1643 so, als das Herzogtum Braunschweig die Gebiete des ehemaligen „Großen Stifts“ wieder zurückgeben musste. Salzgitter gehörte danach wieder zum Bistum Hildesheim und Salzliebenhalle war seitdem eine herzoglich-braunschweigische Enklave. Nach Stilllegung der Saline im Jahr 1926 wurde Salzliebenhalle zum 1. Oktober 1928 nach Salzgitter eingemeindet. Damals gab es im Gutsbezirk acht Häuser, in denen 47 Einwohner lebten, die Fläche wurde mit etwa 2,1 Hektar angegeben.

#### Kniestedt

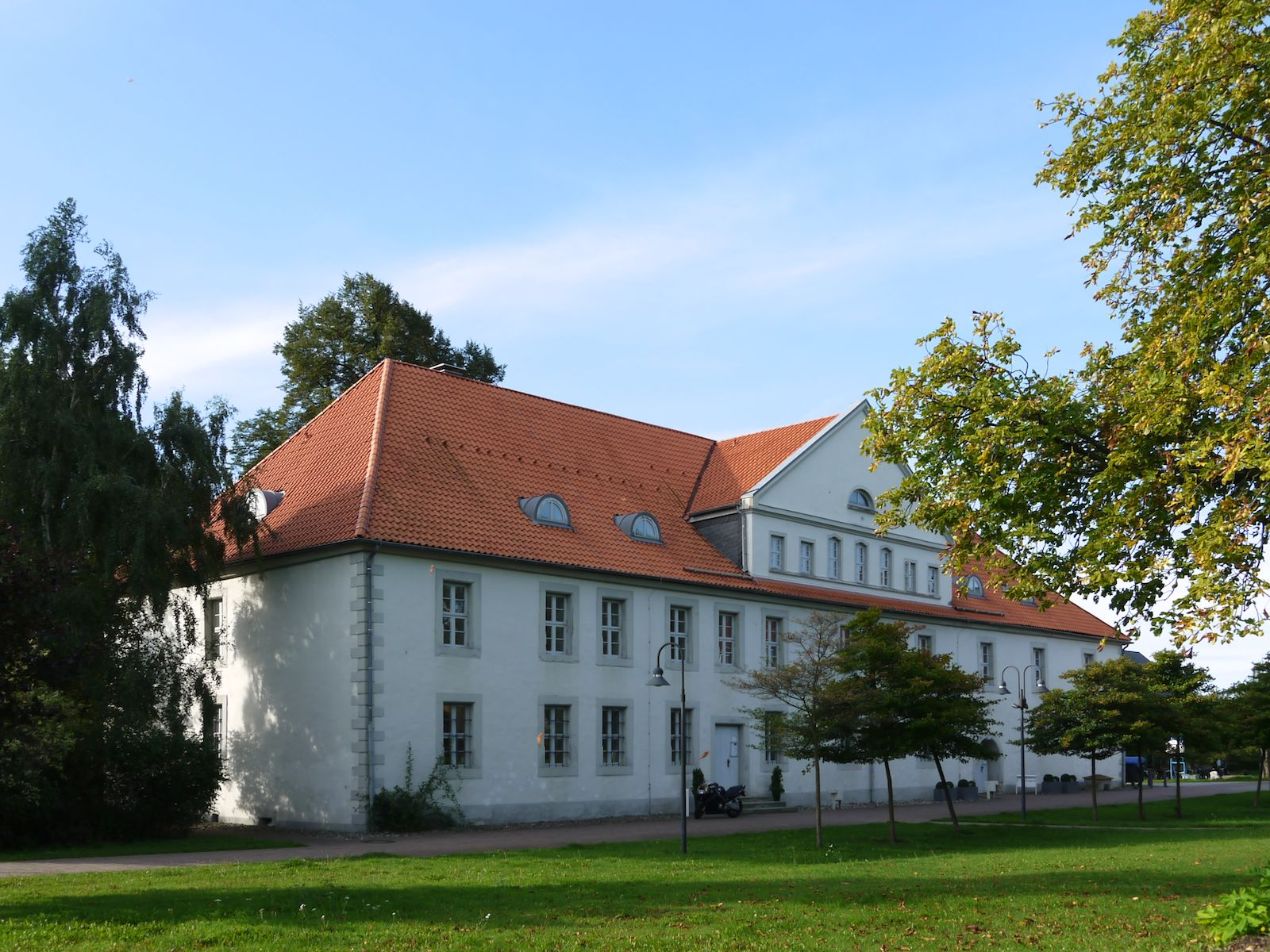
Kniestedter Herrenhaus

Das Dorf Kniestedt wurde erstmals 1209 in einer Urkunde des Papstes Innozenz III. erwähnt, man nimmt aber an, dass die erste Besiedlung aus der vorfränkischen Zeit stammt. Der Ort war bis in das 19. Jahrhundert Hauptsitz des gleichnamigen Adelsgeschlechtes. Der Ursprung des Ortes lag nördlich der heutigen Braunschweiger Straße im Bereich von Kriemhildstraße, Heinrich-Ahrens-Straße und der Heerklinke, hier stand auch das erste Stammhaus der Familie von Kniestedt. Später wurde der Familiensitz in die Nähe der Kniestedter Kirche verlegt, das Kniestedter Herrenhaus neben der Kirche zeugt noch heute davon. Die Gemarkung des Ortes reichte von der Warne im Süden bis Engerode im Norden, im Westen vom Galberg bis zum Fuchsbach (Siedlung Voßpaß) im Osten.
Im Rahmen des Aufbaus des Erzbergbaus und der Hermann-Göring-Werke entstanden ab 1937 im Norden und Westen des Ortes Wohnsiedlungen für die in den nahen Bergbaubetrieben beschäftigten Bergleute. Zum 1. April 1938 wurde Kniestedt nach Salzgitter(-Bad) eingemeindet.
Die Stadt Salzgitter erwarb 1973 das Gutsgelände südlich der Braunschweiger Straße. Das Herrenhaus von 1698, der Schafstall und die ehemalige St.-Nikolai-Kirche (Kniestedter Kirche) sind noch erhalten. Das 1533 erbaute Gutshaus wurde in den Jahren 1975/76 in den Rosengarten umgesetzt.

#### Vorsalz (Petershagen)
Die Siedlung entstand wahrscheinlich in der Mitte des 14. Jahrhunderts in einem schmalen Bereich zwischen dem nördlichen Wall und dem Fluss Warne. Siedler waren hauptsächlich aus Kniestedt kommende Salzsieder, später siedelten sich auch Handwerker an, die auf der Saline arbeiteten. Seit 1739 wurde die Siedlung wegen ihrer Lage außerhalb der Saline „Vorsalz“ genannt. Als Vorsalz zum 1. April 1926 nach Salzgitter eingemeindet wurde, bestand die Gemeinde aus 28 Häusern.

#### Voßpaß
Die Siedlung Voßpaß liegt südlich der B 248 am östlichen Ortsrand von Salzgitter-Bad. Die Siedlung wurde nach Ende des Dreißigjährigen Krieges gegründet, nachdem das Tal der Warne trockengelegt war. Mitte des 19. Jahrhunderts gab es hier sieben Häuser mit etwa 45 Einwohnern. Die Siedlung gehörte ursprünglich zu Groß Mahner und wurde 1942 bei der Stadtgründung nach Salzgitter-Bad eingemeindet.

#### Gittertor und Gitter
Ende des 19. und Anfang des 20. Jahrhunderts entstand am Weg nach Gitter ein aus nur wenigen Häusern bestehender Ortsteil – das „Gittertor“. Die Siedlung lag in der Feldmark von Gitter, die Einwohner orientierten sich aber wegen der Nähe von Anfang an zur Stadt Salzgitter. Auch verwaltungsmäßig gehörte das Gittertor in den meisten Belangen (z. B. Wasser- und Energieversorgung, Müllabfuhr, Feuerwehr) der nahen Stadt an. Gegen den Widerstand der Gitterschen Bevölkerung wurde der Ortsteil Gittertor zum 1. April 1936 nach Salzgitter eingemeindet.
Im Zusammenhang mit dem Aufbau der Reichswerke, insbesondere des Erzbergbaus im Bereich von Salzgitter und Gitter, hatten die Reichswerke die Forderung gestellt, auch die Gemeinde Gitter nach Salzgitter einzugemeinden. Die Gemeinde wehrte sich hiergegen, letztlich aber erfolglos, und zum 1. April 1940 wurde Gitter in das benachbarte Salzgitter eingemeindet. Der Ortsteil Gitter erhielt am 25. April 1949 seine Eigenständigkeit zurück und wurde damit zum 29. Stadtteil von Watenstedt-Salzgitter.

### Bevölkerungsentwicklung
Anfang des 19. Jahrhunderts hatte Salzgitter in 302 Haushaltungen 1496 Einwohner (ohne Kniestedt). Bedingt durch die beginnende Industrialisierung war diese Zahl bis 1900 auf 2161 Einwohner in 503 Haushaltungen gestiegen. Durch den Aufbau der Reichswerke und des Erzbergbaus und den nach Kriegsende einsetzenden Flüchtlingsstrom hatte der Stadtteil 1946 bereits 23.051 Einwohner, das vorläufige Maximum wurde 1960 mit 25.434 Einwohnern erreicht. Bis 2000 schwankte die Einwohnerzahl nur wenig, seitdem sinkt diese dem allgemeinen Trend der Stadt Salzgitter folgend langsam und lag Ende 2015 nur knapp über 20.000.
| Jahr | Einwohner |
| ---- | --------- |
| 1821 | 2258      |
| 1848 | 2654      |
| 1925 | 2852      |
| 1933 | 3033      |
| 1939 | 9474      |
| 1946 | 23.051    |
| 1950 | 24.264    |
| 1960 | 25.434    |

| Jahr | Einwohner |
| ---- | --------- |
| 1970 | 24.054    |
| 1980 | 23.333    |
| 1990 | 24.284    |
| 2000 | 24.608    |
| 2006 | 21.619    |
| 2010 | 20.535    |
| 2012 | 20.031    |
| 2014 | 20.070    |

| Jahr | Einwohner |
| ---- | --------- |
| 2016 | 21.346    |
| 2018 | 21.289    |
| 2019 | 21.195    |
| 2020 | 21.158    |
| 2021 | 21.245    |
| 2022 | 21.266    |
| 2023 | 21.393    |
| 2024 | 21.334    |

## Religion

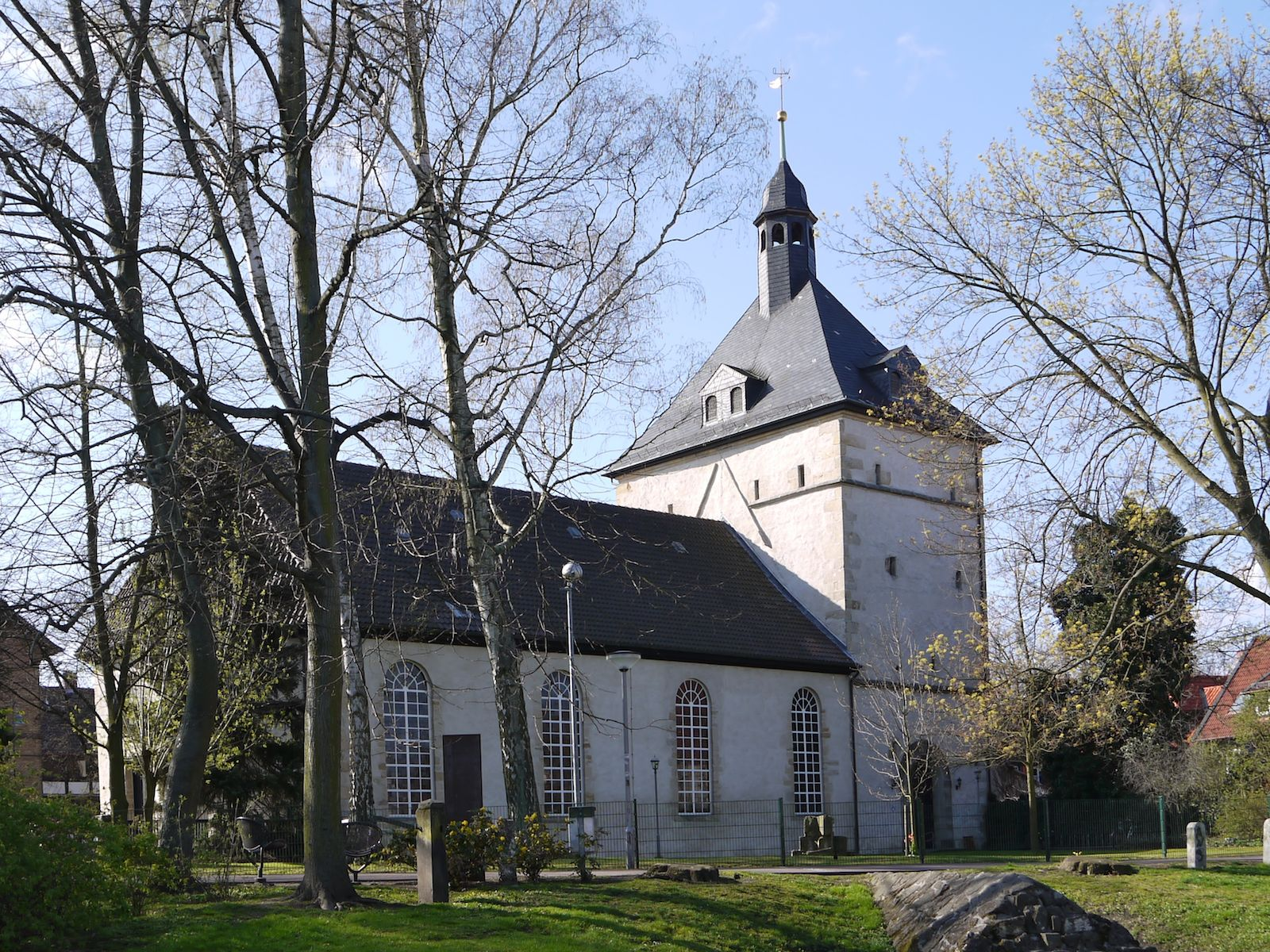
St.-Mariae-Jakobi-Kirche (ev.)

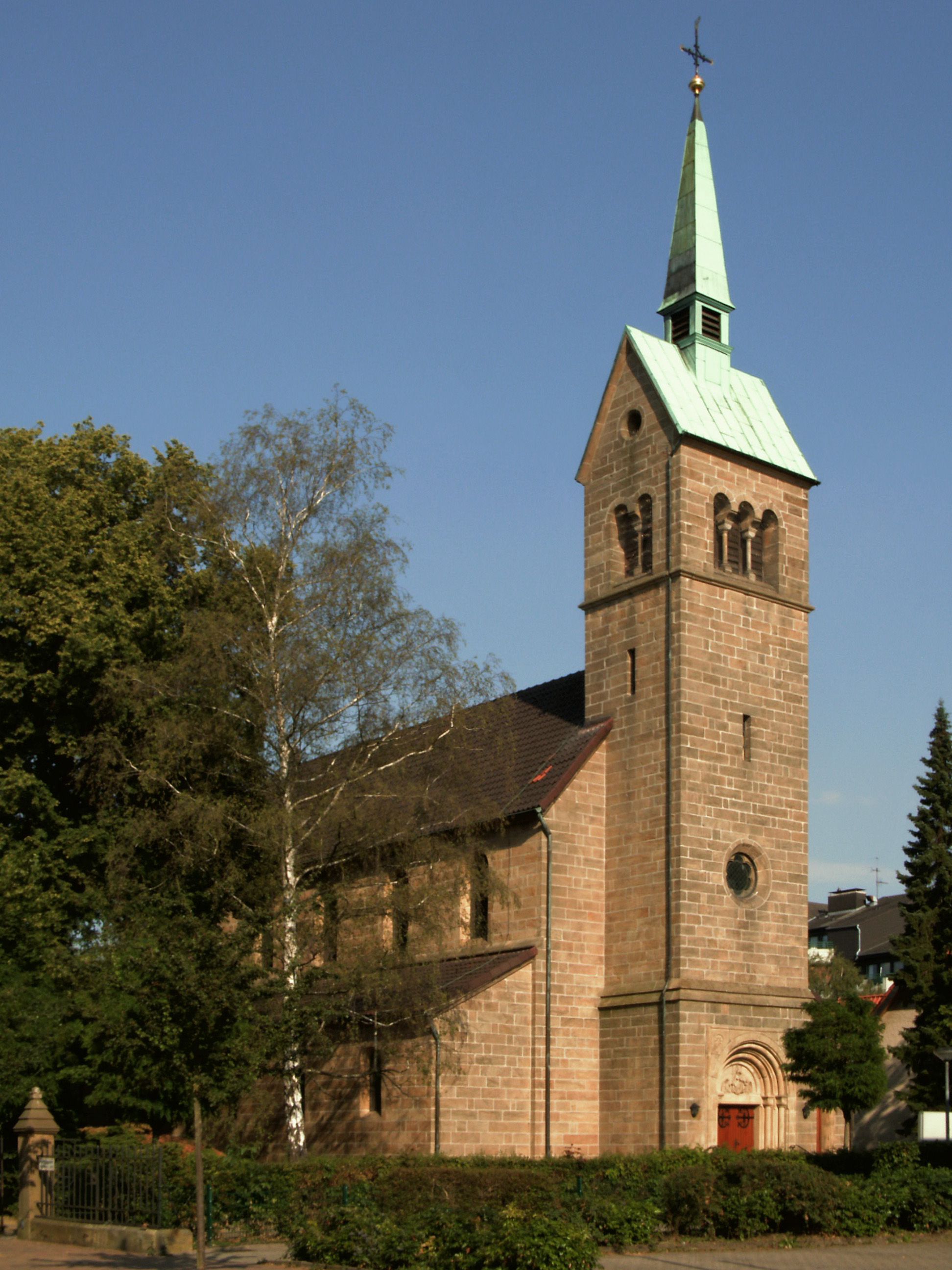
St.-Marien-Kirche (kath.)

Salzgitter-Bad ist Sitz einer Evangelisch-lutherischen Propstei; zu ihr gehören die Gnadenkirche an der Burgstraße, die 1967 eingeweihte Kirche Heilige Dreifaltigkeit an der Friedrich-Ebert-Straße, die St.-Mariae-Jakobi-Kirche in der Altstadt und die Martin-Luther-Kirche am Martin-Luther-Platz. In der Nähe jeder Kirche befindet sich jeweils ein evangelischer Kindergarten. Diese drei evangelischen Kirchengemeinden bildeten 2018 zusammen mit der Christuskirchengemeinde einen Kirchenverband. Ende 2022 schloss sich die Kirchengemeinde von Groß Mahner an, seit 2023 bilden die fünf Gemeinden die „Evangelisch-lutherische Kirchengemeinde Trinitatis“.
Salzgitter-Bad ist Sitz der katholischen Pfarrgemeinde St. Marien, zu ihr gehört in Salzgitter-Bad neben der 1888/89 erbauten St.-Marien-Kirche in der Altstadt die 1959/60 errichtete Christ-König-Kirche, zwischen Breite Straße und Wilhelm-Busch-Weg gelegen. Ferner gehören der Kindergarten Christ-König in der Gablonzer Straße und der Altstadtfriedhof zur Pfarrgemeinde. In der Altstadt befindet sich auch das katholische St. Elisabeth-Krankenhaus, in dem sich eine Kapelle befindet.
Eine Neuapostolische Kirche, deren Gemeinde bereits 1937 entstand, befindet sich an der Braunschweiger Straße.
Die Erlöserkirche in der Kriemhildstraße gehört zur Evangelisch-Freikirchlichen Gemeinde (Baptisten).
Die Moschee der Islamisch-Türkischen Gemeinde befindet sich an der Braunschweiger Straße, sie wurde 2007 eröffnet.
Die Kniestedter Kirche an der Braunschweiger Straße wurde 1972 entweiht und wird seit 1985 für kulturelle Veranstaltungen genutzt.
Seit 1810 ist die Existenz einer kleinen jüdischen Gemeinde (mit bis zu 35 Mitgliedern) in Salzgitter-Bad belegt. Die Gemeinde bestand bis 1937, der Jüdische Friedhof der Gemeinde ist heute noch erhalten.

## Politik

### Wappen
Das Ortswappen von Salzgitter-Bad ist eine Neugestaltung des Wappens der alten Salzstadt Salzgitter, das offiziell bis 1850 geführt und 1982 bei Restaurierungsarbeiten wiederentdeckt wurde. Gegenüber der heutigen Version war bei dem alten Wappen in der oberen Hälfte nur ein Männerkopf, ohne die Darstellung der Pyramide, wiedergegeben. Ein ähnliches Wappen hatte schon früher der Rat von Salzliebenhall benutzt, hier war auch die Darstellung der Pyramide vorhanden. Diese Darstellung findet man auch auf einer um 1750 gegossenen Bürgerglocke der St.-Mariae-Jakobi-Kirche und der Magistrat verwendete es in der ersten Hälfte des 19. Jahrhunderts auf seinen Siegeln.
Das heutige Wappen zeigt in der unteren Hälfte zwei Salzhaken als Symbol der alten Salzstadt, in der oberen Hälfte einen Männerkopf in einer Pyramide. Hier gibt es verschiedene Deutungsversuche: die einen sehen es als Symbol Johannes des Täufers, dessen Kopf auf einer Schüssel liegt. Andere sehen hierin eine Darstellung des heiligen Jacobus, dem die 1481 gebaute Wallkirche des Ortes (heute St.-Mariae-Jakobi-Kirche) geweiht war.
Das Wappen wurde in einer Bürgerversammlung im April 2008 als Ortswappen von Salzgitter-Bad angenommen.

## Kultur und Sehenswürdigkeiten

### Tourismus

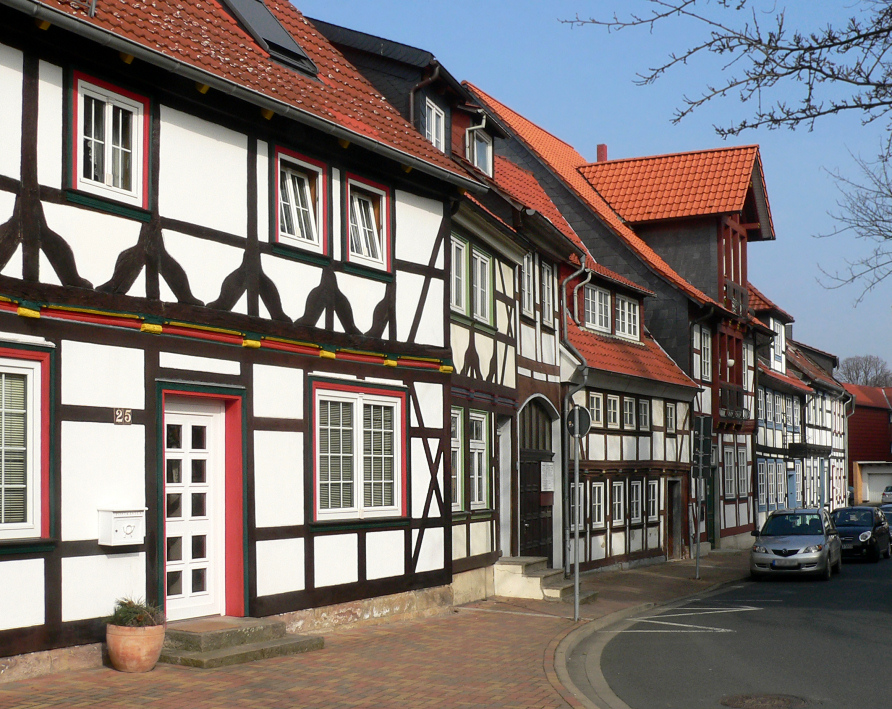
Altstadt

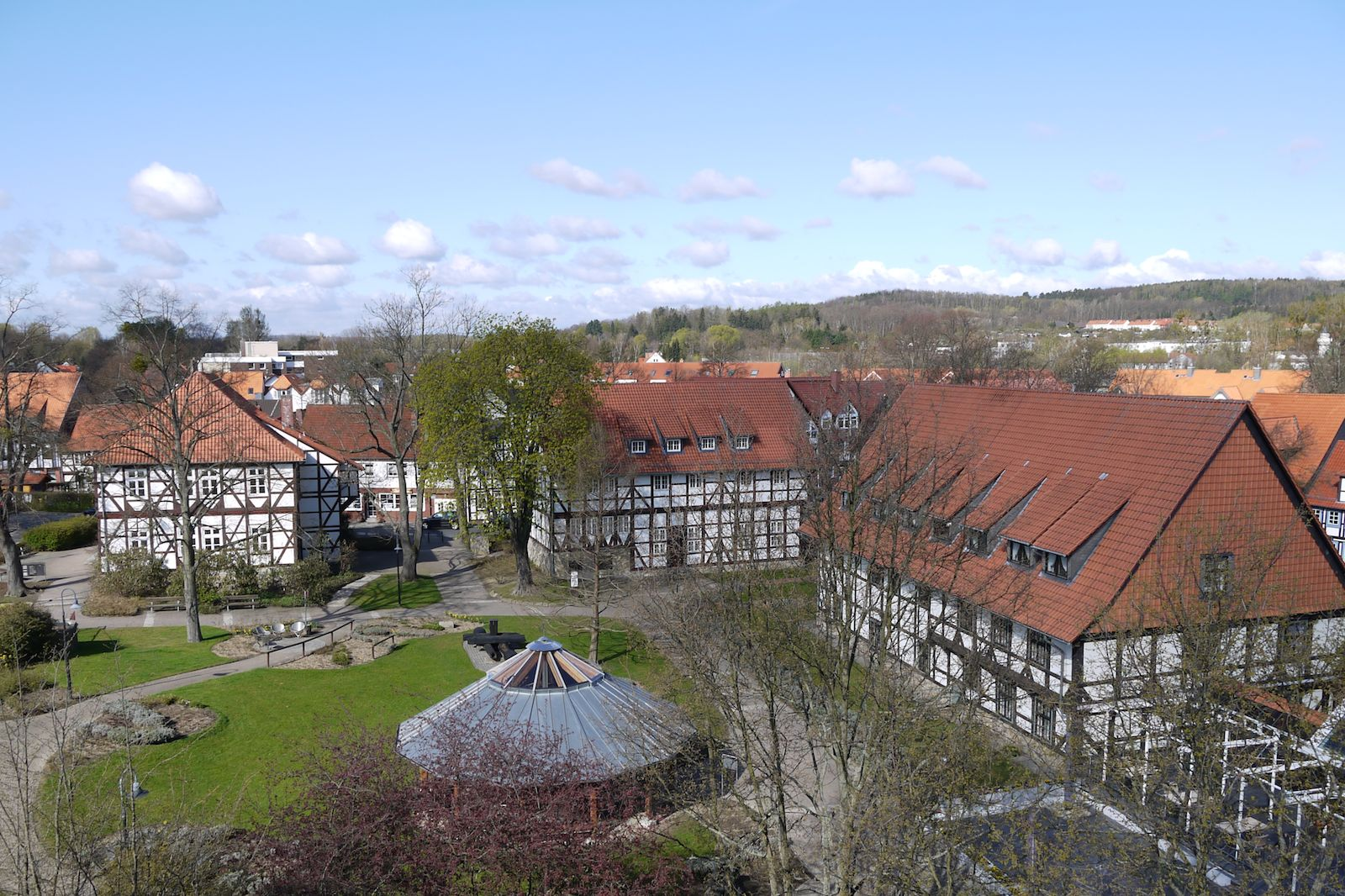
Traditionsinsel (Rosengarten). Von links: Tillyhaus, Kniestedter Gutshaus, Garßenhof. Im Vordergrund Gradierpavillon

Salzgitter-Bad ist ein „staatlich anerkannter Ort mit Solekurbetrieb“. Das frühere Solbad in der Altstadt nahe der damaligen Saline Salzliebenhalle, deren Steinsalzlager 1849–1851 in einer Tiefe von 224 m erbohrt wurde, ist 1972 durch ein Thermalsolbad am Ortsrand ersetzt worden. Am 23. Oktober 2009 wurde im Rosengarten ein Gradierpavillon eingeweiht, der auf Betreiben des Bürgervereins Bad Salzgitter e. V. mit Spendenmitteln erbaut wurde.
Der 1900 eingeweihte Bismarckturm Salzgitter nahe dem 275,30 m hohen Hamberg trägt ein großes „Heimkehrerkreuz“, das abends beleuchtet und weithin sichtbar ist. Daneben steht eine Ausflugsgaststätte. Wanderwege führen durch den Salzgitter-Höhenzug unter anderem nach Salzgitter-Gebhardshagen.
Seit 1976 findet jeden Sommer das von dem Komitee Bürgerfeste ausgerichtete Altstadtfest statt. Drei Tage lang gibt es auf diesem Straßenfest Essen, Trinken, Accessoires, kunsthandwerkliche Produkte und anderes zu kaufen. Es finden Veranstaltungen der Vereine und Kirchengemeinden statt. Auf den öffentlichen Plätzen treten Musikbands auf. Den Abschluss bildet der Festumzug der Vereine durch die Straßen der Altstadt.
Zur Erinnerung an die Klesmer – die Salzgitterschen Wandermusikanten des 19. Jahrhunderts – findet einmal im Jahr das Klesmer-Festival statt, zu dem Musikanten aus der ganzen Welt in Salzgitter aufspielen.

### Theater, Musik und Kino
Die örtlichen Theatervereine nutzen für Aufführungen häufig die Aula des Gymnasiums. Diverse kulturelle Veranstaltungen (z. B. Lesungen, Konzerte, Kabarett) finden in der entweihten Kniestedter Kirche statt.
Das mehrfach mit öffentlichen Mitteln geförderte, ehrenamtlich geführte kleine Programmkino Cinema bietet neben Mainstream-Filmen zweimal wöchentlich die Programmreihe „Der besondere Film“ an. Jährlich wird hier auch der „Kinofrühling“ durchgeführt, bei dem in einem Zeitraum von einer Woche besonders viele verschiedene Filme gezeigt werden.

### Bauwerke

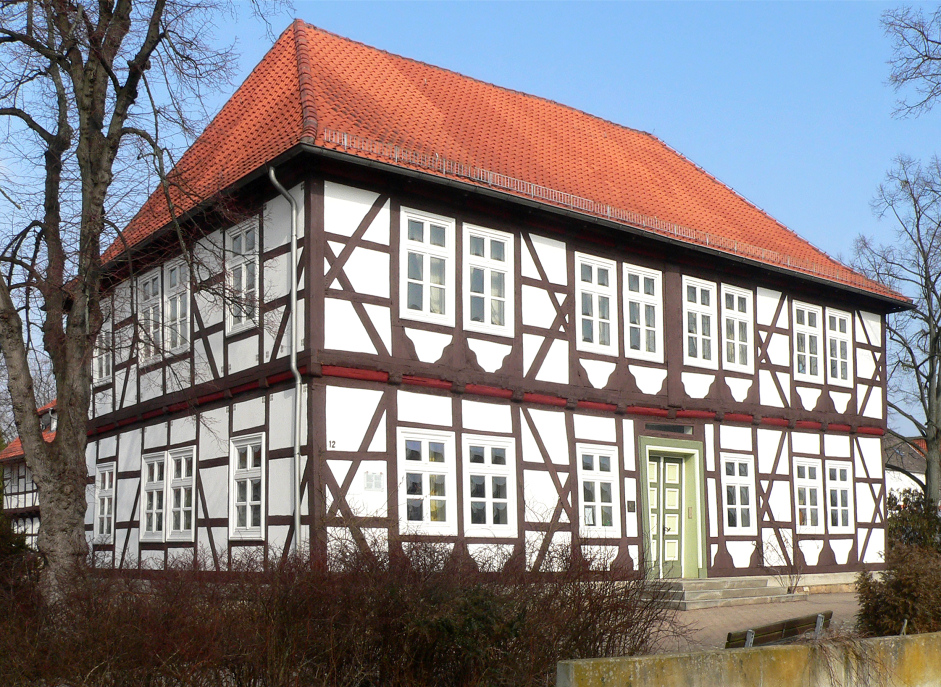
Tilly-Haus von 1595 oder 1608

Das Tillyhaus, das Verwaltungsgebäude der Saline, wurde 1595 oder 1608 erbaut. In diesem Haus hatte im August 1626 nach der gewonnenen Schlacht bei Lutter am Barenberge der kaiserliche Heerführer Tilly sein Hauptquartier aufgeschlagen, daraus wurde später der heutige Name des Hauses abgeleitet. Später war es der Sitz der Salinenverwaltung und Wohnung des jeweiligen Pächters. Die Stadt erwarb das Fachwerkhaus 1977 und ließ es danach von Grund auf renovieren. Zur Erinnerung an die Wandermusikanten der Stadt wurde hier eine „Klesmerstube“ eingerichtet.
Das älteste Gebäude der Stadt ist der Ratskeller am Marktplatz, der wahrscheinlich Anfang des 12. Jahrhunderts erbaut wurde. Zu den sehenswerten Bauwerken gehören die neben dem Marktplatz als sogenannte „Traditionsinsel“ angeordneten, teilweise hierher versetzten Häuser Tillyhaus, Garßenhof und Kniestedter Gutshaus. Ebenfalls von besonderem Interesse sind die 1488 erbaute St.-Mariae-Jakobi-Kirche und die 1889 fertiggestellte katholische St.-Marien-Kirche von Richard Herzig in der Innenstadt, die als Vöppstedter Ruine bezeichneten Reste der im 12. Jahrhundert erbauten Jakobus-Kirche, die seit 1985 als Veranstaltungsort genutzte ehemalige Kniestedter Kirche und das Kniestedter Herrenhaus im ehemaligen Ortsteil Kniestedt, der Bahnhof aus dem Jahr 1857 sowie der Bismarckturm von 1900.

### Parks

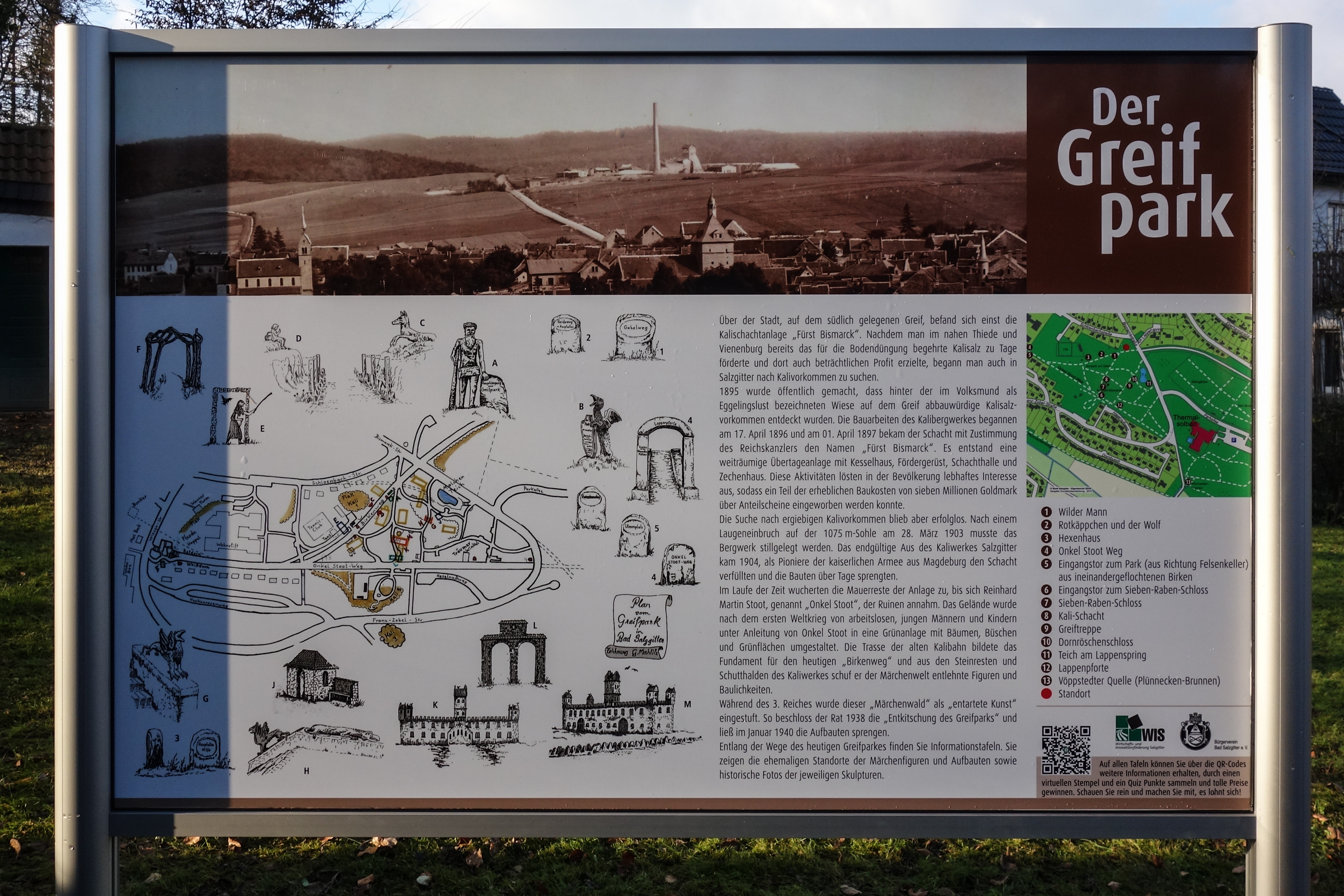
Informationstafel am Eingang zum Greifpark

In der historischen Altstadt liegt der „Rosengarten“ mit Gradierpavillon. Als Naherholungsgebiet dient der auf dem Gelände der früheren Kalischachtanlage „Fürst Bismarck“ entstandene „Greifpark“. Das Gelände hatte nach der Sprengung der Kalischachtanlage bis zum Ende des Ersten Weltkrieges brachgelegen. In den folgenden Jahren wurde die Anlage auf Initiative und unter Leitung von Reinhard Martin Stoot (1863–1944) zu einer Grünanlage umgebaut. Stoot, der Fotograf, Maler und Landschaftsgärtner war und der im Ort unter dem Namen „Onkel Stoot“ bekannt war, ließ den Park mit Märchen- und Sagenfiguren verschönern, die aus dem Schutt der alten Gebäude geformt wurden. So entstanden der meterhohe „Wilde Mann“ am Eingang der Anlage, das „Sieben-Raben-“ und das „Dornröschenschloss“, die Gruppe „Rotkäppchen und der böse Wolf“, „Hänsel und Gretel“ und eine Plastik des „Vogel Greif“. Von den Nationalsozialisten wurde der Park mit seinen Figuren als „entartete Kunst“ eingestuft, in der Folge wurden die Plastiken Anfang 1940 gesprengt.
Zwischen 1956 und 1963 wurde der Greifpark zu einer Erholungsanlage umgestaltet. Teile des Märchenpfades wurden 2015 wieder eröffnet, über Informationstafeln an den Stationen der alten Märchenfiguren können die Besucher Informationen abrufen.

### Sport
Tennis-, Pferdesport-, Golf- und andere Sportanlagen am Mahner Berg ergänzen das Angebot von Fußballplätzen und Schulturnhallen. Ein Freibad hat Salzgitter-Bad nicht mehr. Eingeschränkt kann der Schwimmsport im Thermalsolbad ausgeübt werden.

## Wirtschaft und Infrastruktur

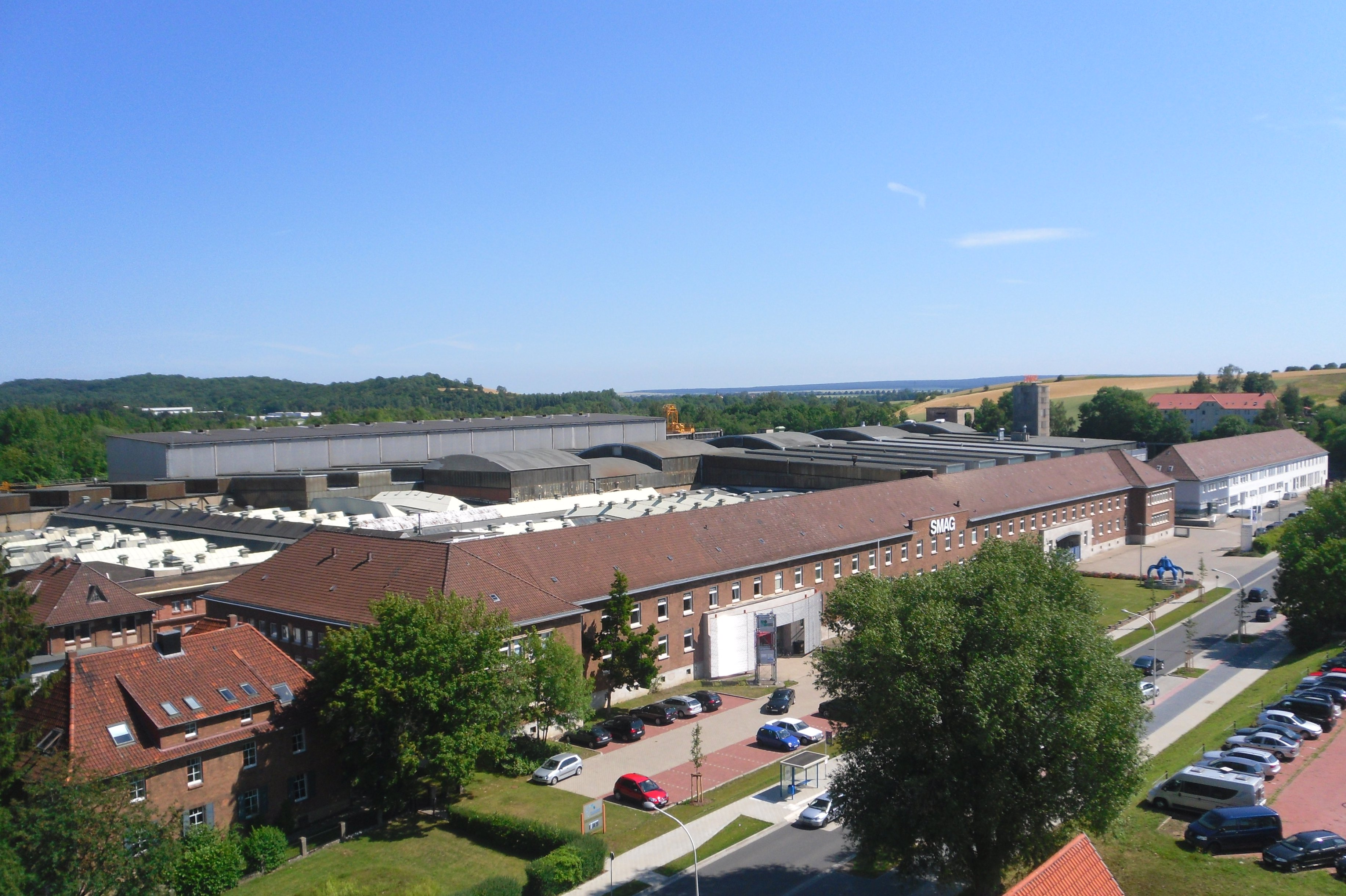
Firmengelände der SMAG in Salzgitter-Bad

In Salzgitter-Bad befindet sich der Hauptsitz der Salzgitter Maschinenbau AG (SMAG), die ca. 900 Mitarbeiter an den Standorten Salzgitter-Bad, Braunschweig, Peine, Döbeln und Shanghai beschäftigt und im Geschäftsjahr 2012/2013 einen Umsatz von ca. 143 Millionen Euro erzielte. Das Unternehmen stellt u. a. Bergwerkstechnik, mobile Bohranlagen, Kabinen und Fahrerhäuser sowie Antennenträger für militärische und zivile Anwendungen her. Den größten Anteil am Umsatz steuert die 2014 rechtlich verselbstständigte Tochtergesellschaft Peiner SMAG Lifting Technologies GmbH (PSLT), ebenfalls mit Sitz in Salzgitter-Bad, bei, die die sogenannten Peiner Greifer vor allem für den Hafenumschlag produziert.
Früher wurde aus drei Quellen – am bekanntesten die „Irenenquelle“ – Mineralwasser gefördert und vertrieben. Im „Kleinen Rathaus“ am Marktplatz von Salzgitter-Bad haben einige Ämter der Stadtverwaltung Zweigstellen; dort befindet sich auch eine Zweigstelle der Stadtbibliothek. Das Salzgitteraner Stadtarchiv ist im Norden auf dem Gelände des ehemaligen Schachtes Hannoversche Treue Süd angesiedelt.

### Bildung
In Salzgitter-Bad befinden sich vier Grundschulen. Darüber hinaus gibt es nach der Zusammenlegung mehrerer Schulen in einer Schulform zum Schuljahr 2005/06 das Gymnasium Salzgitter-Bad, die Realschule Salzgitter-Bad, und die Dr.-Klaus-Schmidt-Hauptschule.

### Verkehr

#### Eisenbahn

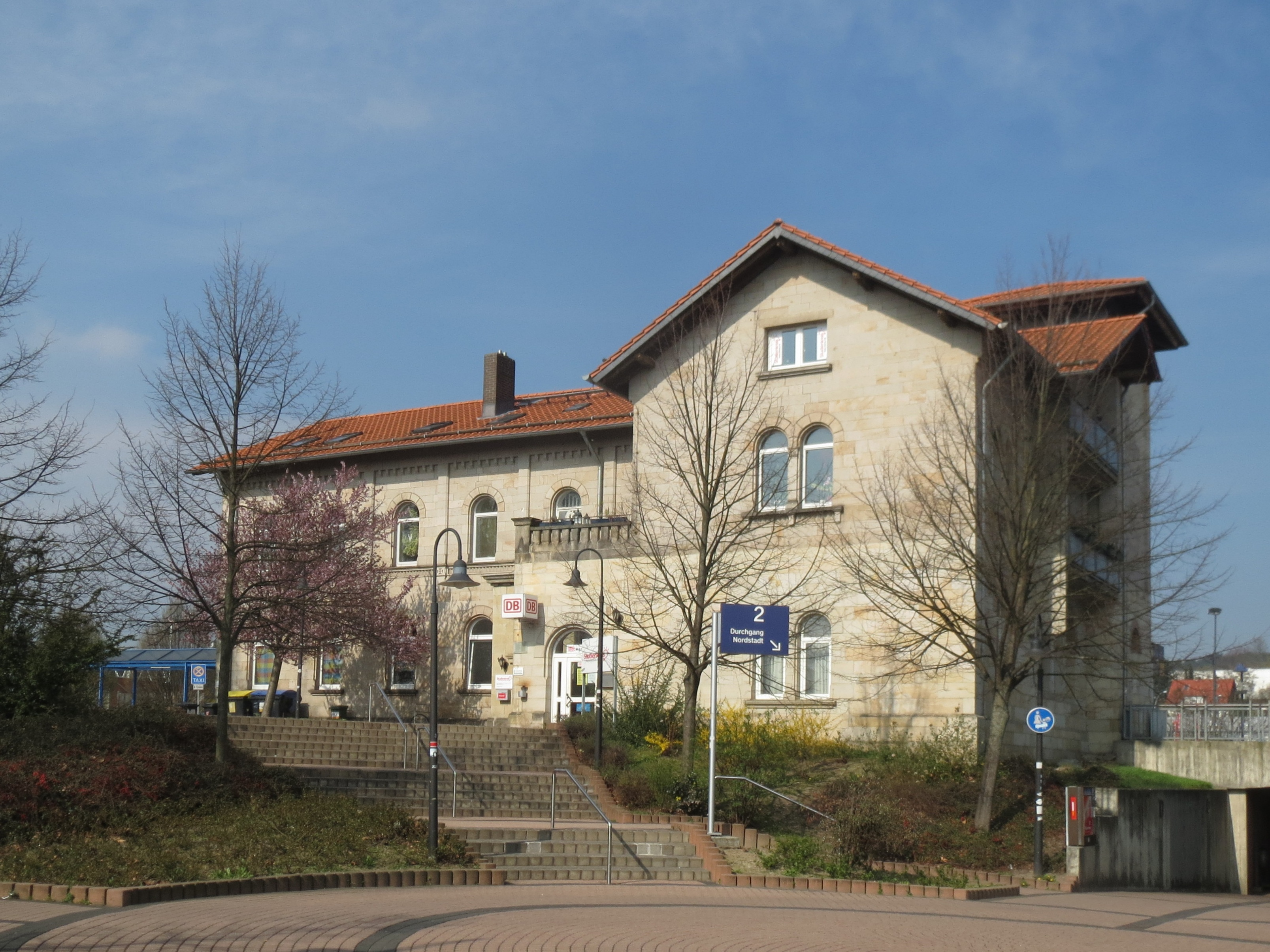
Bahnhofsgebäude von Salzgitter-Bad, Ansicht von Süden, d. h. vom Bahnhofsvorplatz

Salzgitter-Bad liegt an den Eisenbahnstrecken Leiferde–Salzgitter-Bad und Börßum–Kreiensen, wobei auf letzterer zwischen Salzgitter-Bad und Börßum (Warnetalbahn) nur noch Güter- und Museumsverkehr herrscht. In den anderen Richtungen fahren stündlich Züge von Herzberg am Harz über Seesen und Salzgitter nach Braunschweig (in Gegenrichtung entsprechend). Außerdem zweigt eine Strecke der Verkehrsbetriebe Peine-Salzgitter (VPS) zum Hüttenwerk der Salzgitter AG ab. Das Bahnhofsgebäude steht unter Denkmalschutz. Es wird von einem als Garten gestalteten Bahnhofsvorplatz umgeben. Das Gelände des Güterbahnhofes ist in einen Einkaufspark umgewandelt worden.

#### Bus
Zwischen Salzgitter-Bad und den benachbarten Ortschaften sind vor allem Buslinien im Einsatz. Neben einem Busnetz innerhalb von Salzgitter-Bad erreicht man vom ZOB neben dem Bahnhof die anderen Stadtteile Salzgitters sowie Braunschweig, Goslar, Seesen und Baddeckenstedt.

#### Straße
Salzgitter-Bad hat keinen direkten Autobahnanschluss. Nahe gelegen sind die A 7 mit dem Autobahndreieck Salzgitter und der Anschlussstelle Derneburg-Salzgitter im Westen, die A 39 mit den Salzgitteraner Anschlussstellen im Norden und die A 36 in Richtung Liebenburg im Osten. Die B 6 und die B 248 führen durch Salzgitter-Bad und sind in ihrem gemeinsamen Verlauf autobahnähnlich ausgebaut. Salzgitter-Bad und Salzgitter-Lebenstedt sind durch die Nord-Süd-Straße, eine teilweise vierstreifig ausgebaute Schnellstraße, miteinander verbunden.

## Persönlichkeiten
- Günter Puzberg (* 1945), lutherischer Pfarrer, Schriftsteller, Komponist u. Hochschullehrer